# Орден Светог кнеза Лазара
Орден Светог кнеза Лазара је владарска регалија установљена одлуком Краљевског намесништвана предлог председника министарског савета 8. априла 1889, у спомен 500 година Косовске битке. Приликом уставнољења орден је предвиђен специјални у једном степену. После Другог светског рата је нестао из дворског комплекса и није познато да ли је сачуван.

## Историја ордена
Свети кнез Лазар, из породице Хребељановића, предводио је српску војску против снага турског султана Мурата I. Султана је убио српски витез Милош Обилић, а ухваћеном српском кнезу Турци су одрубили главу. Култ светог Кнеза Лазара је био веома јак међу Србима, а сам догађај се сматра најзначајнијим у целокупној српској историји.
Поводом миропомазања и крунисања краља Александра Обреновића, министарски савет и њихов председник генерал Сава Грујић, одлучили су да се установи нови владарску регалију у једном степену. Пошто је тадашњи краљ био малолетан намесништво је тај орден поднело на усвајање Народној скупштини у спомен на петстоту годишњицу битке на Косову (Видовдан 28. јуна 1389) која се завршила колапсом средњовековне српске државе.
Нацрт инсигнија за Орден Светог кнеза Лазара израдио је Михаило Валтровић и по тим нацртима орден је направљен у радионици Николауса и Дункера у немачком граду Ханау. По својим карактеристикама, орден припада категорији владарских регалија. Овај орден је био сачињен у три примерка, али после 1941. године ниједан од та три примерка није виђен нити се зна да ли су сачувани.
Орден као регалију су носили једино краљ Србије (касније Југославије) и његов пунолетни наследник.

### Прослава петстогодишњице косовске битке — установљење ордена
Орден Светог кнеза Лазара је установљен поводом прославе петстогодишњице косовске битке 1889. године и миропомазања краља Александра Обреновића. Прослава је била једна од најзначајнијих јубиларних прослава у новијој српској историји и истовремено тренутак када је грандиозни епски косовски циклус као део усмене традиције у доба османске власти, пред крај 19. века, сада у новом оквиру српске државе, постао опипљив и сукцесивно пласиран. Иначе сам косовски мит у последњим деценијама 19. века постаје званична државна идеологија Краљевине Србије, место које је кроз другу половину овог века, као најзаступљенијем у јавном простору, припадало култу таковског устанка. Територијално ширење младе српске државе кроз читав 19. век је, пред крај овог века, на концу је довело до самих граница Косова, које се тада још увек налазило унутар Османског царства. Потреба за ширењем државе допринела је томе да се стари косовски мит додатно актуелизује.
Прослава јубилеја, у званичној репрезентативној култури Кнежевине и касније Краљевине Србије, задобија важну улогу у последњој четвртини 19. века. Почев са прославом педесетогодишњице таковског устанка 1865. године на Топчидеру, обележавање јубилеја постаје део пропагандног деловања елита, те су представници елитних слојева српског друштва били и генератори целокупне Видовданске прославе 1889. године. За прославу је дошло до промене у званичном државном календару тиме што је 15. јун, Видовдан, озваничен као државни, јавни празник, као дан сећања палим за отаџбину, чиме је косовски култ коначно директно доведен у везу са сећањем на пале у биткама кроз читав 19. век, почев са првим српским устанком. (в. опширније испод)
Централна прослава се одржала 14. и 15. јуна у Крушевцу и у средишту прославе је било освећење темеља Споменику косовским јунацима. Прославом је промењен и идентитет самог Крушевца тиме што је, на мапи националне географије, град симболички дефинисан косовским култом, а подизање споменика је представљало фокус око ког је требало изградити нови, идеолошки дефинисан, центар модерног Крушевца. Наставак прославе се одржао 19. и 20. јуна у манастиру Жичи где је миропомазан (црквено крунисан) нови краљ, Александар Обреновић. Премда су припреме за прославу почеле пре абдикације краља Милана, промена на српском престолу али и долазак нове владе су за прославу искоришћени и за промоцију нове власти и јачање угледа династије Обреновић.
Премда је 1882. године Србија проглашена за краљевину, а кнез Милан I Обреновић за краља, „првог краља после Косова”, приликом прославе проглашења Краљевине је, упркос великим очекивањима, изостала крунидбена церемонија као и уобличавање краљевских регалија. Овај недостатак је у наредним деценијама ангажовао српску елиту „у потрази за [на Косову] изгубљеним” средњовековним владарским инсигнијама, тј. елита је ову потрагу видела као уобличавање српске монархије на модерној реинтерпретацији српског средњовековног наслеђа. За потребу миропомазања младог краља Александра, једног од првих покушаја успостављања владарског церемонијала, искована је прва српска краљевска регалија, Орден Светог кнеза Лазара, а у жељи да се утврди крхки ауторитет младог владара, те афирмише монархија у народу и међу другим европским суверенима. (в. опширније испод)
Орден Светог кнеза Лазара је установљен 8. априла 1889. године поводом прославе која је уследила. Предлог за установљење ордена је поднео Председник Министарског савета и министар иностраних послова Сава Грујић краљевским намесницима Јовану Ристићу, Кости Протићу и Јовану Бели-Марковићу у Београду, наведеног датума. Истог дана предлог је усвојен. Одлуком је прописано „да се установи орден Кнеза Лазара који ће бити само једног реда и који ће моћи носити само српски Владаоци и Њихови пунолетни Престолонаследници”.
Израда идејних нацрта за орден је поверена академику и професору Велике школе Михаилу Валтровићу.

Како истиче историчар уметности Игор Борозан, основни мотив прославе је био следећи:
| „ | Изгубљено царство на Косову морало се на основу конструкта деветнаестог века обновити. Некадашња круна и скиптар изгубљени на Косову, као последица битке из 1389. године, иако повраћени прогласом Краљевине Србије из 1882. године, нису били потпуно исти. Интеграција локалних и етничких идентитета у унисоно тело нације и повраћај потпуне моћи старих државотворних симбола могли су се довршити тек са повратком митске националне земље. Легитимитет и легалитет друштва, монархије, нације, нису могли бити потпуни без повраћаја изгубљеног локуса. Интеграција национа без Косова била је немогућа, тело нације морало се спојити, како се веровало, својим срцем. Грандиозни, епски косовски циклус као део усмене традиције у доба османске власти, коначно је пред крај 19. века постајао опипљив и сукцесивно пласиран. Податак да није обележена четиристопедесетогодишњица Косовске битке указује на чињеницу да је снага мита расла напоредо са амбицијом државе и владајућих елита. Следећа годишњица, која се поклопила са 500 година од Косовске битке, значи 1889. године, попримила је форму једне од најзначајнијих јубиларних година у новијој српској историји. | ” |

У сврху интеграционог обједињења националног тела које се имало збити у Крушевцу 1889. године уприличена су и многобројна патриотска ходочашћа на дан комеморације видовданским јунацима. Један од учесника великог агитационог путовања из Београда у Крушевац је био и истакнути новосадски књижар и национални радник Арса Пајевић, који је о свему оставио драгоцен путопис насловљен „Мала споменица, С петстогодишње славе видовданске у Крушевцу и Миропомазања краља Александра у Жичи”.

Вече пре светковине по граду су биле истакнуте црне заставе као израз туге и жалости за косовским херојима, док је у цркви Лазарици одржана комеморативна литургија коју је служио митрополит Михаило, а којој је присуствовао млади краљ Александар са намесницима Протићем и Белимарковићем те члановима владе. На дан светковине туга која је дефинисала град претходни дан је прерасла у срећу и национални занос, а црне заставе су замењене разнобојним, народним тробојкама. Крушевац је био окићен владарским сликама, ефемерним кулисама и истористичким тријумфалним капијама. 15. јун постао је дан просветљења и преображаја града. Измењен градски колорит означио је и национални тријумф, дан комеморације постао је прошлост, дан победе постао је дан који је уследио, 15. јун 1889. године. Ујутру је у Лазарици одржана свечана литургија по Србљаку, којој је присуствовао и краљ и политички врх земље, док су у црквеној порти након службе, у корист Друштва Светог Саве, продаване коване Косовске споменице, те ките цвећа са Косова поља обавијене црном траком, а чији је прилог од продаје ишао у корист подизања Споменика косовским јунацима. После подне у пет часова је уследио врхунац Видовданске свечаности у Крушевцу — освећење камена темељца Споменику косовским јунацима. Грандиозност спектакла који се догодио је остао забележен у илустрацијама часописа „Орао” за 1889. годину,, а његова сврха да покаже моћ и потенцијал српске државе. Спектаклу је присуствовао велики број људи и војске, те краљ и политичка елита. Према наводима Борозана, место и функција краља на светковини је била следећа:
| „ | Стратегије националних елита биле су јасне. Уписати у малолетног владара политичке и идеолошке кодове којих се имао и у наставку владавине придржавати. Илустрације из „Орла” управо одишу несразмером између владара и елите, која није изражена само у физичкој диспропорцији. Млади краљ окружен националним и верским поглаварима имао је улогу медијума. Мали владар, дете, и моћни, монументални национални прваци. Жеље, очекивања и надања предводника национа ваљало је обистинити и мали владар је од почетка то морао имати на уму. Косовски мит као генератор српског национализма стављен је пред очи владара да би му указао на стратегију и пут којим се морао кретати. Испуњење таквих надања доносило је успех, и обратно, њихово неиспуњење изазвало би дестабилизацију трона. Интеграција национа лежала је у сржи испостављених захтева, са косовским митом као нуклеусом великог националног уједињења. Намесници, реизабрани митрополит Михаило и млади, тада називан „радикални” краљ, симболично су одсликали стање на политичкој сцени Србије у том периоду, али и у последњој деценији века. Владар је имао да се повинује националној идеји, монархија је морала бити национална. | ” |

Кулминација свечаности је био тренутак када су се у рупу ископану за камен темељац споменика, на церемонијанал начин спустили Чедомиљ Мијатовић и Михаило Валтровић и у њој положили плакету са текстом, једну књигу косовских песама и један комад Косовске споменице.

Према мишљењу историчара уметности Игора Борозана, вероватни драматург читаве прославе је био Михаило Влатровић, иначе идејни творац Ордена Светог кнеза Лазара. Истичући Валтровићеву улогу као водећег културног идеолога Србије у последњим деценијама 19. века у овој прослави, те симболички контекст у ком је створен Орден Светог кнеза Лазара, Борозан наводи:
| „ | Крушевац је тако током дводневних свечаности изменио своју структуру. Метаморфоза града извршена је плански, а вероватни драматург читаве представе био је Михаило Валтровић. Водећи културни идеолог Србије последњих деценија 19. века био је душа великих крушевачких свечаности. Творац идеје Косовске споменице, која је дељена у порти Лазарице, на крају је и сам перформативним уласком у темеље будућег Споменика косовским јунацима јасно дефинисао значај културног национализма у структурирању српске државе. Он је у складу с постулатима симболизма, чији је био пропагатор, успео да споји два историјска тренутка у један моменат. Два догађаја су премостила јаз од пет стотина година сјединивши се у једном тренутку. Структурално спајање прошлости и садашњости збило се у Крушевцу под вођством Михаила Валтровића. Медијски перформанси који су се збили, и у чијем је конституисању несумњиво главну реч водио Валтровић, запечаћени су ковањем најдрагоценијег српског ордена, у част кнеза Лазара. Скован у част Видовданских свечаности, орден кнеза Лазара по нацрту Михаила Валтровића дарован је младом краљу Александру. Тако је орден као меморијска јединица, постао не само спомен сећања већ и ангажовани агенс, који је владару наметао јасан национални циљ, уједињење. | ” |

Као напоменуто, након крушевачке свечаности је уследило миропомазање краља Александра Обреновића у седмовратној Жичи, крунидбеној цркви средњовековних владара. Миропомазању су присуствовали државни врх, представници војске и цркве, изасланства певачких друштава те изасланик Руског цара. Краљ је орден први пут понео око месец и по дана касније, на његов рођендан, 2./14. августа, када му је уручен.
Основани орден, изведен у духу истористичке реминисценције средњовековља, постао је кључни симболички белег свих будућих српских/југословенских монарха и потврда њиховог права на престо.

### Стилске карактеристике ордена — српски стил
Орден Светог кнеза Лазара је израђен у српском стилу, за који се креатор ордена Михаило Влатровић, снажно залагао у архитектури, сликарству и примењеној уметности.
Наиме, политичке и културне прилике у Србији у последњој четвртини 19. века непосредно су утицале на различита поља уметничког стваралаштва. Оне су у великој мери одредиле и развој национално опредељене архитектуре и црквеног сликарства. На стилски карактер градитељства и црквеног сликарства су посебно јак утицај имале идеологије српских владара у том периоду, као и односи између државних и црквених институција. Након периода наглашене европеизације српског урбанизма и архитектуре у доба кнеза Михаила, који је грађење у националном стилу превасходно подстицао у домену црквеног градитељства, у време краља Милана Обреновића, када тиња сукоб цркве и државе, задржана је оријентација ка византијским узорима у архитектури — репрезентативно, изградњом придворне капеле у Новом Двору, радом архитекте Александра Бугарског у византијском стилу, са посебним нагласком на преузимање искустава неовизантијске архитектуре из Аустро-уграске монархије. Тада, између осталог и под одређеним утицајем аустрофилске политике краља Милана, у Министарству грађевина доминантан утицај имају архитекти ученици бечког професора Теофила Ханзена — Светозар Ивачковић, Јован Илкић, Душан Живановић и Петар Поповић — који као најугледнији архитекти у земљи, пројектују црквене и профане објекте византијског стила широм Краљевине, у складу са праксом европске истористичке архитектуре (en) и ханзеатиком.
Абдикацијом краља Милана и доласком на престо краља Александра долази и до промене курса српске државне политике. Долази до повратка главног експонента руског утицаја у Србији, свргнутог митрополита Михаила, на чело српске цркве, хармоничнијег односа државе и цркве, као и до зближавања Краљевине са најмоћнијом православном државом — Русијом. Ова промена се одмах одразила и на однос српског монарха према црквеној уметности — утицала је на процват националне оријентације у уметности и архитектури. Предузимају се опсежна истраживања српских средњовековних споменика, поспешује изградња храмова у „византијском” стилу, те јача национална свест у свим порама друштва. Прослава петстогодишњице косовске битке у центар пажње ставља цркву Лазарицу — извршена је њена поправка, те је научно обрађена у историји архитектуре; научни текстови су је сврстали у групу споменика аутентичног српског стила — стила трећег доба. Како истиче историчар уметности Ненад Макуљевић: „потреба да се нова национална и самодржавна православна политика Србије изрази управо је усмеравала архитекте ка овој архитектури. Лазарица тако постаје једна од најзначајнијих узора новим црквеним грађевинама. Од периода Краљевине Србије, њен архитектонски облик је заступљен у српској црквеној архитектури све до данашњих дана. Измирење цркве и државе и окренутост сопственој традицији један је од услова формирања особеног националног израза – „српско-византијског“ стила у архитектури, који се заснивао на „стилу трећег доба“.”

Околности које су утицале на стварање и развој целовитог концепта националне архитектуре и црквеног сликарства нису се стекле увозом готовог модела нити само радом страних градитеља, него развојем српске науке. Подстакнути националним романтичарским заносом који је од средине века захватио и архитектуру, истраживачи српских старина покрећу свеобухватна истраживања старих српских споменика. Ови стручњаци су, као интелектуална елита свога доба постајали и теоретичари савремене црквене уметничке праксе, а њихова знања и схватања су, у времену где се на истористичким основама тежило за јасним изражавањем националног, била веома утицајна. Како истиче Макуљевић:
| „ | Свест о потреби истицања националног развијала се током века, а доба средњег века се сматрало „златном“ епохом из које су се црпле поуке. Потреба за изградњом националне културе условила је истраживање и коришћење старих образаца. На том задатку често су се у једној личности стицали и истраживач старина и стваралац. Међу првима тако су деловали Димитрије Аврамовић и Андреј Дамјанов. Аврамовић је хтео да испита стари српски живопис и у њему пронађе моделе костима за историјско сликарство. Оставио је за собом књижевне радове, плод својих истраживања. Андреја Дамјанов скицирао је Манасију да би удовољио захтевима грађана Смедерева. Тако су истраживачи који су се залагали за примену старих, првенствено архитектонских, начела у уметности, постали и најзначајнији теоретичари црквеног сликарства и архитектуре у Краљевини Србији, а њихова научна дела су служила и као теоријске основе за савремену визуелну праксу. | ” |

Водећа личност у друштвеном животу Краљевине Србије, у области историје уметности и археологије, црквеног сликарства и архитектуре, био је Михаило Валтровић. Како истиче историчар архитектуре Александар Кадијевић:
| „ | Након прихватања научно-патриотског позива листа „Вила” 1867. г за сакупљање народног блага у прошлости и садашњости, оснивања Друштва за археологију и етнографију на балканском тропољу, водећи национални истраживачи средњовековног наслеђа Д. Милутиновић и М. Валтровић седамдесетих година проучавају облике старих споменика на битно другачијој основи него што је то по налогу инвеститора чинио током педесетих и шездесетих дунђерин А. Дамјанов. „Они не посматрају да би начинили реплику, већ посматрају да би разумели.” Они су у периоду од 1871. до 1884. г. обишли Србију, снимивши нашу стару црквену архитектуру, копирајући и фреске, све са намером да се коначно прикупи грађа за историју старе српске уметности. Прецизне техничке снимке структура грађевина или њихових декоративних детаља представили су широкој културној јавности, путем изложби и публикација. Ови истраживачи се у својој вокацији нису задржали само на научном раду и популаризацији старог наслеђа, него су постали идеолози оживљавања српског средњовековног неимарства, истичући да су предузета проучавања делом спровели ради примене његових принципа „данас”. Тако се крајем осамдесетих година у архитектонској настави у Србији заслугом Д. Милутиновића заснива предмет „Византијски стил”, у коме научна проучавања старих споменика постају основа за даље развијање српског стила у архитектури. Б. Несторовић сматра да се препород националне српске архитектуре у другој половини деветнаестог века може пратити од појаве Милутиновића и Валтровића, који су најстудиозније приступили откривању и оживљавању националног средњовековног наслеђа. З. Маневић такође сматра да су „националистичку струју” у српској архитектури управо почели да граде Валтровић и Милутиновић: „Она се јавља тек после њиховог десетогодишњег истраживачког рада, и она нема никаквих ни духовних ни физичких веза са првим романтичарским покретом” [ Дамјанов, Векијети, Макијачини (en), Неволе, Андрејевић и др.]. | ” |

Драгутин Милутиновић је наследио Валтровића на месту професора архитектуре на Великој школи и свој педагошки рад је наставио на начин како га је започео Влатровић, дајући истакнуто место црквеној архитектури. Као професори, Милутиновић и Валтровић, су усмеравали младе архитекте ка примени модела средњовековне архитектуре у савременој градитељској пракси и активно учествовали у стварању националне школе архитектуре. Неки од Милутиновићевих ученика као Бранко Таназевић, Јелисавета Начић, Милорад Рувидић и Пера Поповић су постали истакнути архитекти српско-византијског стила. Како истиче Макуљевић: „Њихово знање о старој уметности било је од изузетне важности у времену када је српска држава интензивно обликовала сопствени национални и културни идентитет. Знања прошлости коришћена су широм Европе, а у складу са овим истористичким духом, и у изградњи и украшавању новијих црквених објеката Краљевине Србије”.
У црквеном сликарству, које је према Валтровићевом суду било у кризи, овај историчар уметности се у потпуности залагао за симболистичку обнову црквеног сликарства какву је на својим сликама желео да оствари сликар Ђорђе Крстић; стао је у Крстићеву одбрану поводом иконе „Смрт кнеза Лазара”, бранио га је од напада Николе Марковића, када је предао иконе за цркву у Старом Аџибеговцу, те је био и у комисији за пријем његових икона за цркву светог Марка у Београду. Пројектовао је иконостас са иконама Крстића за цркву у Чуругу.
Као већ напоменуто, Валтровић је имао истакнуту улогу приликом најважнијих државних церемонија. Израдио је спомен-медаљу у спомен миропомазања новог краља у Жичи, 1891. године је израдио нацрт за Хиландарску заставу — поклон краља Александра манастиру Хиландару. Био је председник одбора за дочек и крунисање краља Петра у чему је и учествовао. Тада је, потпуно у складу са својим истористичким опредељењем, формулисао државне церемоније и радио је на нацрту остатка владарских регалија. Био је члан жирија на конкурсима за Опленац, у чијој су унутрашњости Валтровићева залагања за обнову средњовековних камених олтарних преграда, већ спроведена у Чуругу, дошла до потпуног изражаја.
Орден Светог кнеза Лазара, чији су елементи, као што је крст, који је, како истиче истраживач Мила Пилетић, облика који нема ни један дотадашњи српски а ни страни орден, „облик какав је одавна уобичајен у нашем народу и какав још Студеничани израђују од мрамора и који порекло своје води од византијских образаца” како је преношено у тадашњој штампи, део је корпуса уметности израђених у српском стилу на крају XIX века, након првог романтичарског покрета, а чији је идејни творац Михаило Валтровић.
- Примери српског стила у архитектури, сликарству и примењеној уметности са краја XIX и почетка  века
- Павиљон Краљевине Србије на Светској изложби у Паризу 1900. године, рад архитекте Милана Капетановића у српском стилу;[69] Фотографија из часописа „Орао” за 1902. годину;[70]
- Цртеж павиљона Србије у Паризу 1900. године објављен у часопису „Нова Искра” исте године;[71]
- „Свети Сава благосиља Српчад”, Ђорђе Крстић, 1891. година, Народни музеј Србије у Београду;
- Иконостас са иконама Ђорђа Крстића у цркви Вазнесења Господњег у Чуругу, рад Михаила Валтровића;
- Црква светог Ђорђа на Опленцу, задужбина Карађорђевића, архитекта Коста Ј. Јовановић, српско-византијски стил;[72]
- Иконостас у Цркви светог Ђорђа на Опленцу;
- Зграда старе Телефонске централе у Београду, рађена између 1905 и 1908. године, пројекат архитекте Бранка Таназевића; зграда је у стилу мешавине сецесије и српско-византијског стила;[73]
- Нереализовани пројекат архитекте Момира Коруновића за Зграду Поште бр. 1. у Београду, нацрт прочеља, 1911. година;[74]
- Зграда старог начелства у Врању, подигнута 1908. године, рад архитекте Петра Поповића; Поповићево дело је академизован пример српског стила у профаној архитектури;[75]

#### Нацрти за орден
У српском стилу су настали Ватровићеви нацрти за Орден Светог кнеза Лазара који се чувају у Фонду Валтровић–Милутиновић у Историјском музеју Србије и у Архиву Српске академије наука и уметности, у Београду.
Валтровић је израдио два нацрта за орден. Први нацрт, који приказује орденски знак са елементима ланца у облику штита са крунисаним двоглавим орлом и љиљаном, није усвојен. Други нацрт, са хералдичким елементима са средњовековних српских споменика (манастирских живописа, писаних књига), за који је Валтровић предложио да буде израђен у скупоценој техници емајла, уз употребу злата, сребра, драгог камења, у српским народним бојама, је у потпуности усвојен.
- Валтровићеви идејни нацрти за орден
- Фотографија неусвојеног идејног нацрта Михаила Валтровића за Орден Светог кнеза Лазара, Историјски музеј Србије у Београду;[81][82][83]
- Усвојена Валтровићева верзија нацрта за орден са алтернативним предлогом елемената ланца, Историјски музеј Србије;[81][83][76][80]
- Фотографија идејног нацрта реверса орденског знака за Орден Светог кнеза Лазара од Михаила Валтровића, Историјски музеј Србије;[84][85][86]
- Фотографија усвојеног нацрта за Орден Светог кнеза Лазара са упутствима фабриканту „Николају и Дункеру” од стране Валтровића на немачком језику, Српска академија наука и уметности;[86][84][82][85]

### Мотив ордена — култ кнеза Лазара
Орден Светог кнеза Лазара је био инспирисан култом кнеза Лазара, који је, у тренутку оснивања ордена, доживео кулминацију тумачења у светлу актуелне националне идеологије, а истовремено је, како истиче историчар уметности Ненад Макуљевић, овим култом, под новим краљем Александром Обреновићем, спајањем прославе петстогодишњице косовске битке са миропомазањем, проширен репертоар српске владарске идеологије који се до тада састојао од државних култова светог краља — светог Стефана Првовенчаног, светог Симеона и светог Саве.
Како истиче историчар уметности Мирослав Тимотијевић комеморативни карактер Видовдана је првотно имао дугу и развијену хришћанску традицију, која је почивала на поимању кнеза Лазара као Христовог војника и предводника хришћанске војске у бици на Косову. Но, како истиче Тимотијевић, у старим хагиографским текстовима где је кнез представљен на овај начин, се налазе и места где се, у светлу нове политичке теологије, кнез могао схватити као стари пример националног патриотизма; ово је посебно подвучено епитафом на споменику кнезу Лазару ког је 1403/1404. године подигао деспот Стефан Лазаревић где се кнез, осим као хришћански војник мученик, тумачи и као световни херој који је пао за „српску земљу”.

Реинтерпретација жртве кнеза Лазара у светлости националних идеја је започела током Првог српског устанка. У то време се, како истиче Тимотијевић, појам вере везивао за појам нације, што је довело до стварања националне вере, у оквиру чијих схватања долази до тежње да се светитељи тумаче као национални хероји. Оно се уочава у поштовању скоро свих српских светитеља, а понајвише у култу кнеза Лазара који се истиче као први национални херој који је дао живот за отаџбину. Овиме императив жртвовања за отаџбину, истицан као највиша вредност, добија неопходну историјску сакралну димензију — Видовдан постаје народни празник. Од средине XIX века настаје бројна литература која тумачи косовски култ и култ кнеза Лазара у светлу актуалне националне идеологије, које је кулминирало прославом петстогодишњице косовске битке и миропомазањем краља Александра 1889. године. Како наводи Тимотијевић, идејна окосница прославе је почивала на на тежњи да се историјско искуство у повезивању војних и верских идеја укључи у званичну националну идеологију, а почивала је на култу мртвих војника. Тако је, као напоменуто, у оквиру прославе Видовдан коначно проглашен за национални празник посвећен палима у борби за отаџбину. Како истиче овај историчар уметности у својој студији из 2002. године:
| „ | Повезивање општег спомен-дана палима у борби за отаџбину са Косовском битком произилазило је из тежње младе српске државе да се један одређени догађај из националне историје издвоји из свог историјског контекста и у виду мита стави у службу актуелног политичког циља — ослобађања територија изгубљених битком на Косову. Као мит, Косовска битка добија обележје магичне формуле: она обезбеђује безпоговорну идентификацију с постављеним политичким циљем и чини од њега општеприхваћену националну вредност која се не оспорава. У контексту тако исконструисаног мита косовски јунаци се тумаче као први национални хероји пали у борби за отаџбину. Њихова освета и повратак изгубљене територије постају свете дужности нације. Национална реторика пројектује прошлост на будућност и у митску матрицу видовданске жртве уписују се сви пали у отаџбинским ратовима. Видовдански мит постаје капија националног небеског царства која се широм отвара за све пале војнике прошлих и будућих ратова. Обележавање спомен-дана било је препуштено цркви, па је организовано по угледу на верске комеморативне празнике. Тиме је још више наглашена форма митског сакралног ритуала у коме се посредством садашњости повезују прошлост и будућност нације. Покојници су „бескрајно бројнији” и „бескрајно моћнији” од живих, па је њихово меморијално укључивање у тело нације психолошки знатно доприносило његовом јачању. С временом се помен проширује на све пале у отаџбинским ратовима, што је подразумевало и цивилне, а не само војне жртве. Године 1913, у време балканских ратова, с благословом српског митрополита Димитрија штампан је „Чин о помену православних војника и свих оних који су пали за веру и отаџбину”. Структура тог богослужбеног текста се великим делом ослања на уобичајене молитвене помене, само што се у инвокацији истиче: „Господу помолимсја От приснопамјатних рабех божијих за веру и отечество на брани живот свој положивших.” Чин није био намењен видовданском богослужењу, него пригодним поменима палима за отаџбину. Било је то време када настаје велики број ратничких меморијала, што је и довело до потребе за таквим чином. Тиме је званични национални спомен дан палима за отаџбину коначно добио своју завршну развијену форму, која је свестрано примењивана у Првом светском рату и непосредно након њега. | ” |

## Изглед ордена
Орден, израђен у српском стилу, је био конципиран као огрлица, а по узору на посебне степене високих европских ордена. Цела огрлица је била врло скупоцена, богато украшена полихромним емајлом и драгим камењем. Орден је био састављен од крста и ланца о коме крст виси. Носио се о врату, а ланац ордена је толико био дугачак да је падао на прса носиоца.
Крст је, како истиче истраживач Мила Пилетић, облика какав нема ни један српски а ни страни орден; „облик какав је одавна уобичајен у нашем народу и какав још Студеничани израђују од мрамора и који порекло своје води од византијских образаца” како је навела тадашња штампа, док се у званичној публикацији Министарства трговине и индустрије од 1936. године наводи да је облик крста „старо византијско-српски”.
Краци крста су лепезасти, тј. у центру су утврђени у један колут, а према периферији се шире. Између кракова крста, избијају, из котура зраци, који су израђени од сребра. Површина кракова покривена је црвеним, а оивичена плавим емајлом. На црвеном емајлу је девет дијаманата различитих облика и димензија, а на плавом три мања дијаманта. Композиција кракова својом бојом одговара српској тробојци. По дужини сребрних зрака који избијају између кракова је поређан низ рубина, коме је, у ширем делу зрака, са стране лево и десно, придодат по један сафир, тако да са низом рубина чине форму крста. Сваки крак крста, на испупчењу које је на средини горње ивице његове, носи по крупно, од злата резом шарано зрно, са малим дијамантом на своме темену.
На средини аверса крста се налази медаљон са портретом кнеза Лазара, осликан у техници сликања у емајлу, који је представљен у владалачкој одежди (свечаној одећи свештеника у богослужењу), са владалачким инсигнијама у руци, „онако како наше старе владаре виђамо сликане на зидовима манастирским” како је у свом опису истакла савремена штампа. Портрет, изведен под утицајем српског средњовековног сакралног сликарства, је осликан на плаво емајлираној позадини, док стоји на зелено емајлираном тлу. Медаљон је уоквирен зелено емајлираним ловоровим венцем.
На наличју орденског знака краци крста су покривени црвеним, а оивичени плавим емајлом. Између кракова избијају сребрни зраци. На наличју орденског знака нема драгог камења. У црвено емајлираном медаљону у средини крста је златном, декоративном ћирилицом, исписан текст: „Кнез Лазар”, уоквирен златним ловоровим венцем. Из медаљона избијају на четири стране златни зраци који до пола покривају црвени емајл на крацима крста.
Пречник крста је био око 100 милиметара, и, како истиче Пилетић, и аверс и реверс крста су се одликовали складним пропорцијама и лепо компонованим деловима.
Изнад крста се налази таблица украшена емајлом у народним бојама, у којој су уписане јубиларне године „1389” и „1889”. Таблица је уоквирена златном пругом и украшена на угловима по зрном бисера.
Изнад таблице су укрштени владарски знаци: мач, скиптар и круна старовизантијског облика, која је украшена бисером и плавим, црвеним и зеленим драгим камењем.
За леву и десну страну таблице везани су златним карикама по седам чланова, који сачињавају ланац. Чланови ланца су четвртасти, емајлирани и носе наизменце, једни војне, а други хералдичке знаке. Војни знаци су: пластички израђен оклоп за груди; изнад њега је шлем а иза њега укрштени мач и хелебарда. Испод оклопа виси буздован. Знаци су од злата и леже на пољу од плавог емајла. С леве и деснестране знакова је по један рубин. Хералдички је знак: српски бели двоглави орао од сребра, на црвено емајлираном округлом штиту, који опет лежи на пољу од плавог емајла. По угловима тога поља је по зелени драги камен. Чланови ланца су међусобно спојени златним карикама, од којих средња носи краљевски знак — златни љиљан покривен белим емајлом и рубином по средини. Крајеви ланца спојени су осмостраном копчом која садржи два крста украшена емајлом у српским народним бојама.
Детаљи израде нису познати, као ни материјал од ког су огрлице израђене. Истраживачи Павел Цар и Томислав Мухић претпостављају да је као основни материјал коришћено позлаћено сребро.
Иначе у одлуци о установљењу ордена није дат његов опис и изглед, а статут самог ордена никада није објављен. Опис и изглед ордена су званично дати у публикацији Министарства трговине и индустрије Краљевине Југославије од фебруара 1936. године, која је представљала јавни регистар државних амблема, званичних знакова и пунцева. Публикација је произашла из права земаља потписница Париске конвенције о заштити индустријске својине (6. члан Конвенције), и хашке ревизије Конвенције из 1925. године, по којој су потписнице одговарајућим правним средствима могле да одбију или обеснаже регистровање и забране употребу државних амблема у облику и форми фабричких и трговачких жигова. Публикација коју је објавило Министарство фебруара 1936. године је представљала јавни регистар у смислу преузетих обавеза по Конвенцији.

### Идејни узори ордена
Као изнад напоменуто, орден кнеза Лазара је рађен по угледу на на посебне степене високих европских ордена. Како истиче истраживач Ненад Симић: „без обзира колико је био домишљат, Валтровић је, по свој прилици, идеју о ланцу, којим се орден носи, позајмио са неког сличног решења.” Симић као вероватне узоре, сличног решења ланца, наводи аустријски орден на прсима карловачког митрополита Стефана Стратимировића са његовог портрета, Орден златног руна I степена (en) (основао га Филип III Бургундски 10. јануара 1429. године, и из прва је био аустријски, а од 1700. године и шпански орден), затим пруски Јоханитерски орден (en) (ког је 15. октобра 1852. основао Фридрих Вилхелм ), те краљевски орден пруског дома Хоенцолерн (en) (такође га је утемељио Фридрих Вилхелм IV, 1851. године). Симић као вероватне узоре наводи и Орден Франца Јозефа I степена (en) (ког је 1849. године утемељио цар Фрања Јосиф), те, делимично, и Орден огрлице тј. Орден Пресветог Благовештења (en) (ког је 1362. године основао савојски владар Амадео VI).
- Галерија неких од идејних узора за орден
- Орден златног руна руског цара Николаја , Музеј московског Кремља (en);
- Портрет аустроугарског цара Франца Јозефа из 1869. године, Аустријска галерија Белведере у Бечу. На портрету је, између осталог, насликан и Орден златног руна.
- Хералдички приказ Ордена златног руна на малом грбу Аустријског царства из 1815. године;
- Ланац краљевског ордена дома Хоенцолерн;
- Орденски знак и ланац Породичног ордена дома Хоенцолерн;
- Портрет Руског цара Александра III са огрлицом Породичног ордена дома Хоенцолерн, 1882. година, Јохан Келер (en);
- Хералдички приказ Породичног ордена дома Хоенцолерн на Великом грбу Пруске (de) (трећи споља ка унутра);
- Орден Пресветог Благовештења, Талински музеј одликовања (en), Естонија;
- Портрет савојског војводе Карла Емануела I,  или  век. Војвода је насликан са Орденом Пресветог Благовештења;
- Грб Краљевине Италије између 1870. и 1890. године, са хералдичким приказом ордена Пресветог Благовештења;

#### Елементи ордена
Ауторство Михаила Валтровића је управо разлог, како истичу истраживачи Душан Спасић, Душан Мрђеновић и Александар Палавестра, за присуство већег броја средњовековних хералдичких елемената на ордену.

##### Круна — камелаукион
Круна у надвишењу орденског знака, на пекторалном сегменту орденског ланца, је круна типа камелаукиона — иначе карактеристична владарска круна српског средњег века и немањићке традиције —, а њено увођење на проминентном и упадљивом месту као што је Орден кнеза Лазара је, према наводу архитекте Драгомира Ацовића, прва примена овог мотива у српској инсигнологији XIX века.
Осим на Ордену кнеза Лазара, камелаукион се, у оквиру националног програма династије Обреновић, појавио и на инсигнијама Ордена Милоша Великог. Но, ни тада, употреба камелаукиона није постала стандард. До хералдичке стандардизације овог мотива је дошло под династијом Карађорђевића, када се он, од 1917. године па надаље, појављује у грбу Краљевског дома Карађорђевића, те на штандарди Краља Југославије до 1937. године. Како истиче Ацовић, хералдички и симболички значај овог типа круне је везан за позивање на наслеђе српске средњовековне државе, тј. на историјско и духовно порекло од светородне лозе Немањине. Сам Валтровић је дао следеће објашњење круне у орденском знаку: „Круна је старог византијскосрпског облика, како се види на глави Душановој у његових новаца, на печатима цара Лазара и иначе на већ наведеним сликама српских краљева и царева по нашим манастирима. Круна је искићена белим, црвеним и плавим и зеленим камењем.” Валтровић је, такође, представу српске средњовековне круне коју су носили српски краљеви до краја XIII века, израдио и на спомен-медаљи сачињеној у част прославе из 1889. године.
Истраживач Љубомир Стевовић спекулише да су Валтровићу као идејни основ за камелаукион у ордену послужила два владарска портрета из манастира Жиче. Како истиче: „Иако то не наводи, очигледно је да је Валтровић круну реконструисао према портретима Стефана Првовенчаног и краља Радослава на улазу у Жичу.” У време када је Валтровић креирао орден није се знао број и изглед круна Немањића, јер је већина српских манастира са портретима владара била у саставу Османског царства.
Кад је реч о изгледу круне типа камелаукиона она је, како је описује архитекта Ацовић, следећа: „доњу зону круне чини дијадема украшена драгуљима и бисером, са чијег доњег обода висе две темпоралне, једноструке или вишеструке, ниске бисера или златних ланчића (препендулија). Средња зона, венац, најчешће не постоји. Горњу зону чини калота круне начињена од крутог текстила или од текстила преко чврсте подлоге, ређе од злата, украшена драгим камењем и бисером. Преко калоте, у истој равни, пружају се два лука, фронтални и темпорални, који се укрштају на апексу куполе над којим се уздиже орфанос. И сами луци могу бити украшени драгим камењем и низовима бисера.”

Парадигматичан однос према српском средњовековном наслеђу и круни — стеми, као његовом најрепрезентативнијем сегменту у контектсу владарске идеологије у Краљевини Србији, Игор Борозан види у мало познатом портрету краља Петра I, сликара Пашка Вучетића, који се данас чува у Галерији умјетнина (hr) у Сплиту у Хрватској. Анализирајући ово дело кроз епистемологију о два владарева тела (en) историчара Ернста Канторовица (en), овај историчар уметности наводи:
| „ | [...] Снажно тело новог владара је визуелним путем трајно инкорпорирано у наратив о два владарева тела. Мало познати портрет краља Петра, рад сликара Пашка Вучетића који се налази у Галерији умјетнина у Сплиту, један је од најинтригантнијих владарских портрета у српској визуелној култури. Представа монарха настала након његовог повратка на српски престо 1903. године морфолошки указује на симболистичке и сецесијске токове који су утицали на сликара. Истовремено портрет симболише и саму природу власти, будући да је краљ приказан у пуном крунидбеном орнату, који је израђен по нацрту Михаила Валтровића званичног идеолога јавне репрезентативне културе у Краљевини Србији на почетку 20. века. Вучетић се ипак не придржава верног приказа владареве одеће и инсигнија које је он носио на дан крунисања, будући да је круну коју је владар носио насликао у углу композиције, док је имагинарну круну српских средњовековних владара представио на глави портретисаног владара. Тако је активирана стара теорија о две круне, једној вечној изванвременској која представља неуништиву идеју монархије, и другој, пролазној која отелотворује монархову привремену власт. Тако је потврђена теорије Ернста Канторовица о два владарева тела, једном, које је непропадљиво, и другом, које је телесно и пропадљиво. Прича о две круне преточена је у наратив о два тела, одредивши и структуру портрета краља Петра. Тако постављен портрет краља Петра указује на шире оквире идеолошког и ликовног израза у ондашњој друштвеној клими, поставши визуелни амблем мистичне монархије, као и огледало репрезентативне културе династије Карађорђевић. Тако невидљива круна на портретној представи заузима главно, почасно место, које је чак и у формалном смислу јасно истакнуто, будући да је видљива, земаљска, пропадљива круна на земљи, док је невидљива и непропадљива круна на вишем месту, на краљевој глави. Међутим, оне нису нужно контрастиране, већ се допуњују, будући да у мистичном поимању монархијске власти нужно морају постојати два краљевства, два владарева тела, као и две круне, земаљска и небеска, које у синергији симболично конституишу слојевиту, вертикалну конструкцију монархије и тако дијахронијски у јединствен митски хронотоп спајају два реална догађаја, крунисање у Београду и миропомазање у Жичи, догађаје које заступају и представљају две круне. | ” |

- Орден Милоша Великог, установљен 1898. године за четрдесетогодишњицу повратка књаза Милоша Обреновића на престо. Аутор идејног решења није познат, али се претпоставља да је Михаило Валтровић.[120]
- Звезда ордена Милоша Великог са камелаукионом у надвишењу орденског знака.[121]
- Повеља ордена Милоша Великог, додељена артиљер. пуковнику, команданту тимочке дивиз. области, Никодију Стефановићу, 11. септембра 1900. године у Београду; Збирка Војног музеја у Боеграду;[122][123] Приказ ордена на левој страни повеље у богатој декорацији и камелаукион на орденском знаку.[123]
- Камелаукион на повељи ордена Милоша Великог. Преко овог симбола се позивало на традицију и легитимитет средњег века.[124]
- Орден Милоша Великог на грудима краља Милана Обреновића, портрет сликара Ђорђа Крстића, сачињен за споменик краљу у Спомен-цркви Свете Петке у Ћурлини крај Ниша.[125][126][127]
- Камелаукион у грбу краљевског дома Карађорђевића на застави која има облик краљевске стандарте.[128] Аутор пројекта, чије су димензије 23 x 23 центиметра, је Ђорђе Чарапић, а чува се у Историјском музеју Србије у Београду.[129][77] Није позната сврха овог пројекта, а претпоставља се да је била израда Краљевске стандарте.[128]
- Краљева стандарта. Како је описана у публикацији „ од 1936. године: „Краљева Стандарта представља државну заставу са бордуром, коју сачињавају троуглови обојени бело, плаво и црвено. На застави, у средини, двоглави бели орао са круном и штитом из грба Краљевског Дома. Копље, на врху, има круну.”[130]
- Аверс Косовске споменице сачињене за прославу 1889. године са приказом круне кнеза Лазара, аутор је Михаило Валтровић. Поклон Љубе Тешановића Архиву САНУ, Збирка одликовања Архива Српске академије наука и уметности.[131]
- Аверс и реверс Косовске споменице од 1889. године, Збирка одликовања Архива САНУ.[131]

###### Историја стеме/камелаукиона у средњовековној Србији
Круна типа камелаукиона или стеме је иначе, међу владарске инсигније и државне симболе средњовековне Србије, уведена за време краља Уроша . У Византији овај тип круне су носили василевси, а постоје индиције да је тзв. „круна Константина Великог” (en) била по типу камелаукион. За време владавине краља Уроша I рашким краљевством дошло је до суштинске промене у изгледу и симболици спољних обележја суверенове моћи — новим владарским знацима је први пут истакнута тежња српских владара да своје инсигније изгледом приближе царским знацима Византије. Како наводи историчарка Смиља Марјановић Душанић: „Строги хијерархијски поредак поштован је у Рашкој Урошевих претходника. Тако се Стефан Првовенчани, иако је освојио краљевску круну, слика на милешевској фресци са севастократорским венцем. Његов најмлађи син начинио је преокрет, истичући свој краљевски положај пре свега, сликањем ореола око главе и увођењем новог типа круне—стеме. Нови тип владарске инсигније, с извесним изменама у пропорцијама и украсу, задржаће и Урошеви наследници на српском престолу”.
- Примери стеме/камелаукиона на средњовековним српским владарским портретима
- Краљ Урош I на ктиторској композицији познатој као „хоризонтално генеалошко стабло”, манастир Сопоћани. Краљ држи модел Сопоћана, а на глави носи затворену куполасту круну — стему и свечани дивитисион са лоросом.[133]
- Портрети краља Уроша I и престолонаследника Драгутина, на породичној слици пред Богородицом, на источном зиду сопоћанске припрате. Краљ одевен у пурпурни дивитисион са стемом на глави, руком положеном на престолонаследника. Престолонаследник Драгутин је такође насликан са стемом на глави.[115]
- Портрет краља Драгутина у манастиру у Ариљу, његовој задужбини, насликан око 1296. године, портрет је део шире композиције. Владар носи свечани тамноцрвени дивитисион са манијаком, лоросом, перибрахионима и наруквицама, обема рукама придржава модел цркве. Носи стему на глави.[136][137]
- Портрет краља Милутина на ктиторском портрету Милутина и Симониде у Краљевој цркви у манастиру Студеници, настао око 1314. године. Портрет краља, реалистичан у маниру монументалног сликарства раног XIV века како истиче Марјановић Душанић, приказује остарелог владара са богато украшеном стемом с орфаносом и препендулијама.[138]
- Идеална реконструкција круне краља Милутина, израда филигранисте Горана Ристовића Покимице, Историјски музеј Србије.[139][140][141] Круна је реконструисана на основу Милутиновог портрета у Краљевој цркви у Студеници.[142][143] Израђена је 2022. године.[143]
- Двојни ктиторски портрет краља Стефана Дечанског и Душана, манастир Високи Дечани, задужбина овог краља. Дечански је одевен у византијску царску одежду, на глави носи стему и заједно са сином придржава модел цркве. Како истиче Марјановић Душанић, „овај портрет у пару Дечанског и Душана, иконографским језиком говори о заједничком ктиторству над храмом и небеском благослову који обезбеђује легитимност њихове земаљске власти, као и њено вишње порекло”.[144]
- Портрет цара Стефана Душана у Манастиру Лесново, Северна Македонија, задужбини царевог високог властелина деспота Јована Оливера. Душан је одевен у сакос са укрштеним лоросом, на глави носи затворену круну, чији се лук протеже од једне до друге слепоочнице преко врха круне, где се под правим углом (формирајући тако знак крста) сече са чеоним луком, чиме се куполасти део стеме луковима дели на два дела. Како истиче Марјановић Душанић, ова фреска из Леснова, припада типу тријумфалних слика којом се слави победник и божанско порекло његове власти.[145]
- Реконструкција круне цара Душана, израда Горан Ристовић Покимица, Историјски музеј Србије у Београду.[139][140][141][142] Круна је реконструисана на основу портрета цара Душана у манастиру Лесново.[142][146] Израђена је 2022. године.[146]
- Цар Стефан Урош V на фресци из манастирске цркве у Псачи, Северна Македонија.
- „Лоза Немањића” у манастиру Високи Дечани, од 1350. године. На композицији, Стефан Првовенчани (доњи ред, лево од Симеона Немање, који је у средини), краљ Урош, краљ Милутин (средњи ред, Урош је у средини, а Милутин лево од њега у црном свечаном сакосу), те цар Душан (у горњем реду у средини), су приказани са стемама на главама. Стема цара Душана, који је сам у „круни“ лозе, је са орфаносом, а анђели му је доносе заједно са лоросом.[147]

##### Елементи ланца
Кринови у ланцу Ордена кнеза Лазара, уз кринове у нацрту за круну и порфиру Краљевине Србије, а које су начињене за крунисање краља Петра  Карађорђевића 1904. године у Београду, су радови Михаила Валтровића за које има основа да се, према наводима Ацовића, повежу са закаснелом ренесансом хералдичког крина код Срба, а након заборава који је уследио падом средњовековне Србије и Босне. Према наводу овог истраживача:
| „ | Мотив крина је у Србији и Босни, после пада средњовековне државе, постепено падао у заборав. Пре хералдичког оживљавања посредством „илирских грбовника”, налазимо крин само као повремен и орнаментални мотив, као сенку сећања. Није нам познато одакле је аутор изворног „илирског грбовника” преузео два златна крина као део царског грба Душановог, односно као грба Немањића, али је појава кринова на грбу у капиталном делу Паула Ритера-Витезовића означила повратак овог мотива, прво дискретно, потом — с појавом српског издања дела — знатно енергичније, али још увек без пуне свести или сазнања о његовој важности или историјском и хералдичком значењу. Има основа да се закаснела ренесанса хералдичког крина код нас повеже са радом и делом Михаила Валтровића. То нарочито долази до изражаја у два његова велика пројекта: инсигнијама Ордена св. кнеза Лазара, основаног поводом 500-те годишњице Косовске битке и миропомазања краља Александра Обреновића у Жичи, и нацрту за круну и порфиру краљевине Србије, начињеним за крунисање краља Петра I, у Београду, 1904. године. Валтровић се у овом подухвату могао ослонити на грб Краљевине Србије из 1882. године, када је обновљена верзија грба са паром златних кринова, онако како су га некада давно пренели и од заборава сачували илирски грбовници, Паул Ритер и Христифор Жефаровић, и спојена са грбом нације. | ” |

Но како наводи Ацовић, ова обнова је била кратког даха, јер је већ 1919. године донета одлука, чији мотив и разлог и даље није познат, по којој су кринови изостављени из новог државног грба Краљевине Срба, Хрвата и Словенаца.
- Нацрти Михаила Валтровића за круну краља Петра, Историјски музеј Србије.[153][154] Леви нацрт приказује стилизоване кринове. Десни нарцт је касније усвојени нацрт за круну Краља Србије.[155]
- Валтровићева стилизација хералдичког крина плаве боје у стефаносу круне краља Петра Првог.[148] Истраживач Љиљана Мишковић-Прелевић наводи да је Валтровић изради инсигнија приступио са идејом да на краљевским знацима треба заступати боје Србије — црвену, белу и плаву и двоглавог орла, симбол српских средњовековних владара, који су укомпоновани у флоралну орнаментику, на којој доминира мотив крина као неизбежан атрибут краљевске власти уопште.[156] Круна се чува у Историјском музеју Србије.[157]
- Скица плашта коју је начинио Михаило Валтровић, а за крунисање Краља Петра I, Историјски музеј Србије у Београду.[158]
- Крунидбени плашт/порфира краља Србије, Историјски музеј Србије. Основни декоративни мотиви на плашту су кринови и медаљони са двоглавим орловима.  Плашт је израђен у бечкој фирми Ернст Крикл и Швајгер (етим. Ernest Kirckl & Schweiger).[159][160][157]
- Крунисање Њ. Вел. Краља Петра I, Саборна црква, Београд.[161][162]
- Стилизовани љиљани са српским тетраграмом у угловима предње стране Заставе Краљеве гарде од 1904. године. Елементи су везени свиленим концем. У средини заставе је Св. Димитрије Солунски. Војни музеј у Београду[163]
- Исти мотив на задњој страни Заставе Краљеве гарде од 1904. године, са грбом Краљевине Србије у средини.[164]
- Грб Немањића у грбовнику Коренић-Неорић,[165] који је настао после 1595. године.[166] Грбовник је складиштен у Националној и свеучилишној књижници у Загребу.[167]
- Грб Немањића у Београдском грбовнику II.[168][169][170] Грбовник се чува у Музеју примењене уметности у Београду.[171][172]
- Грб Немањића у штиту грба цара Душана, Београдски грбовник II.[173][174] Овај грбовник спада међу најлепше и најстарије илирске грбовнике. Папир у грбовнику је, према воденим знаковима на њему, произвођен у Прагу или Грацу од 1574. до 1603. године.[175][172]
- Грб Немањића с крунисаним двоглавим орлом и љиљанима у центру штита грба цара Уроша, у Београдском грбовнику II.[176][177][178]
- Грб „Немањићког царства” у „Стематографији” Павла Ритера-Витезовића од 1701. године.[179] Ритер-Витезовић је грб сместио на почасно, друго место, одмах иза грба Илирије.[180]
- Грб „царства од Немање остављеног” у „Стематографији” Христифора Жефаровића од 1741. године.[181][182]
- Грб Краљевине Србије из 1882. године, цртеж Ернста Крала.[183]

##### Поређење са другим пекторалима из српске историје
Орден Светог кнеза Лазара је, како истиче Драгомир Ацовић, уведен 1889. године као нека врста супститута за средњовековни владарски пекторал. Како истиче овај истраживач, институција пекторала као регалије, не мора и вероватно ни нема, никакве везе са његовом појавом у позној српској хералдици, док на нивоу симбола између њих, како истиче, нема никакве суштинске разлике. Како истиче Ацовић:
| „ | Пекторал као део регалија припада прехералдичкој епохи српске традиције, па је отуда његово учешће у параферналијама грбова код Срба релативно касна појава. Пекторал се у српској хералдици појављује у два различита вида: као орденски знак о ланцу или огрлици, и као инсигнија клирика. У првом случају ради се о покушају пресађивања западне праксе приказивања инсигнија витешких ордена као хералдичке декорације, а први такав покушај припада великом пројекту Илирских грбовника, где се апокрифни грбови цара Душана и цара Уроша, у неким од сачуваних преписа, виде окружени ланцем витешког Ордена св. Стефана, који је – ако је веровати Лукарију – први српски цар основао у славу свог крунисања у Скопљу. Тај се ланац приказује као низ златних оцила, док је пекторал златни овални или кружни медаљон са изображењем св. Првомученика и архиђакона Стефана. Далеки наследник тог пекторала са ликом св. Стефана био би Орден св. кнеза Лазара, основан поводом прославе 500. годишњице Косовске битке, и намењен само српском Краљу и његовом пунолетном Наследнику престола. Овај орден у српску хералдику улази са претходно поменутим нацртом Михаила Валтровића за Хиландарску заставу [в. опширније испод] и са интерпретацијом дворског грба на њој, да би се у стабилнијој верзији појавио тек са новом стилизацијом династичког грба Карађорђевића 1917. године. У другом случају ради се о коришћењу привилегованих црквених знамења у циљу постизања прецизне хералдичке идентификације титулара. Тако се на месту које у западној традицији припада инсигнијама витешког ордена, тј. око и испод штита, у грбовима српских клирика појављује архијерејски енколпион/ панагија, односно код презвитера крст (са бројаницама или без њих). Међутим, иако је панагија ознака функције и достојанства епископа као таквог, као форму пекторала могли би посматрати само једну специфичну панагију – такозвану Панагију Светог Саве! Ову изузетну инсигнију са карактером регалије може носити само српски патријарх, и она у грбу Српске православне цркве идентификује њен идентитет и наслеђе, као и достојанство међу другим помесним црквама. Ни у првом ни у другом случају институција пекторала као регалије не мора имати (и вероватно нема) било какве директне везе са појавом пекторала у позној српској хералдици, али на нивоу симбола између ових институција нема суштинске разлике. Оно што им даје карактер регалија је управо њихова ексклузивност и чињеница да их може поседовати само поглавар, било државе, било Цркве. | ” |

Иначе, међу српским средњовековним инсигнијама, напрсни крст/пекторал је, како истиче Смиља Марјановић Душанић, спадао у групу симбола највише власти, другог реда. У инсигније првог реда у овој групи спадају — престо, круна и скиптар, док су поред њих, али по значају после њих, спадали напрсни крст, шар и акакија. Писани извори спомињу, проминентно, напрсни крст Стефана Немање, а нумизматички подаци потврђују да су немањићки краљеви носили пекторалне крстове.
Сам споменути Орден светог Стефана се, обавијен око грбова цара Душана и цара Уроша, појављује у појединим илирским грбовницима као и у „Родослову из Сутјеске” Педра Охмучевића, и како истиче истраживач Александар Палавестра, највероватније је део фиктивног репертоара илирске хералдике. Беочузи орденског ланца су састављени од оцила, а на огрлици је медаљон са ликом св. Стефана. Како наводе Ацовић и Палавестра, ослањајући се на наводе дубровачког историчара Јакова Лукаревића из  века, те на поједине средњовековне споменике, постоје индиције да је у средњовековној Србији постојао витешки ред са именом светог Стефана.
Панагија светог Саве је израђена за устоличење првог патријарха српског, Димитрија, у Пећи 28. августа 1924. године, а након што су се 1920. године различите цркве ујединиле у јединствену Српску православну цркву. Панагија је била дар патријарху од краља Александра I Карађорђевића и председника владе Николе Пашића и од тада ће је сваки српски патријарх примити на дан свог устоличења. Нацрт знамења је урадио архитекта Петар Поповић, а слике у медаљонима познати сликар Урош Предић. Урађена је претежно у злату, те украшена драгим камењем. На верзијама грба СПЦ панагија се појављује од 1932. године. Чува се у ризници Српске патријаршије у Београду. Како истиче Ацовић, „панагија светог Саве није одликовање, али је — слично Ордену Светог кнеза Лазара — јединствена инсигнија ранга и достојанства.”
- Грб цара Душана из грбовника Коренића- Неорића.[199]
- „Грб краља Уроша” обавијен орденом св. Стефана, грбовник Коренић-Неорић.[200][201]
- „Грб цара Душана” са приказом ордена светог Стефана на њему у Берлинском грбовнику. Грбовник се налази у Немачкој државној библиотеци (en) у Берлину.[202]
- Фотографија „Родословља господе српске и босанске” из фрањевачког самостана у Краљевој Сутјесци, данас похрањен у Штросмајеровој галерији слика (sh) у Загребу.[203][204][205] Колајна ордена св. Стефана обавија грб приказан на Родословљу.[206][207]
- Св. Стефан (десно) и краљ Стефан Драгутин са пекторалом на прсима (лево) на средњовековном новцу.[208][209]
- Новац типа „робертина” краља Милутина, аверс: краљ седи на престолу, на прсима носи пекторални крст.[210]
- Грб династије Карађорђевић, са Орденом кнеза Лазара око штита, у илустрованом албуму мултинационалне компаније „Kaffee Handelsgesellschaft AG (Kaffee HAG/KAVA HAG)” из Бремена, 1932. година. Аутори овог издања које је посвећено Југославији су били Емилиј Лашовски (hr) — управник Државног архива у Загребу, историчар Рудолф Хорват (hr) и сликарка Вјера Бојничић Замола.[211][212]
- Патријарх српски Гаврило (Дожић) са панагијом св. Саве на прсима.
- Патријарх српски Порфирије са панагијом светог Саве на прсима, фотографија од 2021. године.
- Данашњи грб Српске православне цркве са приказаном панагијом светог Саве, према Центру за истраживање православног монархизма.[213]

## Израда и чување
Израда Ордена кнеза Лазара је била поверена радионици „Николаја и Дункера” (етим. ), фабриканата златних ствари из хесенског града Ханауа — тј. најбољим мајсторима ове радионице, како истиче истраживач Мила Пилетић. Нако наводи Пилетић: „Хесенски мајстори познати по својим изванредним златарским производима и врхунској јувелирској техници (глачање дијаманата и другог драгог камења, резање у драгом камењу, емајлирање, гравирање), приликом израде Ордена кнеза Лазара показали су префињени укус и врхунски технички квалитет.” Сами детаљи израде, као већ напоменуто, нису познати.
Истраживачи Павел Цар и Томислав Мухић наводе да је избор хесенске радионице помало необичан, имајући у виду да је све наруџбине ове врсте, у овом периоду, из Краљевине Србије, реализовала радионица „Роте и Нефе” (етим. Rothe & Neffe) (de) из Беча.
Орден кнеза Лазара је био испоручен и смештен у посебно израђен ковчег од црне кадифе, споља покривен црвеном кадифом, на коме се налазила сребрна плочица са златним натписом: „ОРДЕН КНЕЗА ЛАЗАРА 1389—1889.”

## Историја употребе
Као напоменуто, одлуком о установљењу ордена је било прописано да орден могу носити само краљ и његов пунолетни наследник. Током века употребе ордена познато је да су израђена укупно три примерка ове скупоцене инсигније, а свима трима се до данас губи траг.
Оригинални примерак, израђен у радионици „Николај и Дункер”, је изгубљен за време Првог светског рата, када је брод који је превозио ордење торпедован, при евакуацији Српске војске на острво Крф. Након Великог рата је дошло до израде копија изгубљеног ордена, у два примерка. Нацрт, нужан за израду копија, је урадио инжењер и уметник Ђорђе Чарапић Фусек — иначе један од првих нацрта ордена који је у својој уметничкој каријери израдио. Чарапићева скица по којој су направљене две копије ордена је сама била копија нацрта ордена кнеза Лазара.
Иначе, овај Чарапићев нацрт по коме су направљене копије, није био познат до 1989. године, када га је на корицама своје монографије о вајару Петру Убавкићу, објавио Ненад Симић. Према Симићевом наводу, Чарапићев акварел је био у власништву инж. Стевана Ковачевића, који му је он уступио ради публиковања.
Оба примерка ордена су на почетку Другог светског рата у Југославији 1941. године и бега владе и краља у иностранство, остављена у Београду, и од тад им се губи сваки траг.
У недостатку ордена, споменути Чарапићев прецизни нацрт је, уз владарске репрезентације на којима је истицан, данас главни извор спознаје како је орден изгледао.

### На владарским репрезентацијама
Орден Светог кнеза Лазара је, као већ напоменуто, од свог оснивања па до краја монархије, био кључни симболички белег свих српских и југословенских монарха из обеју династија и потврда њиховог права на престо. Тако су владари овај орден носили приликом позирања за репрезентативне портрете у медију сликарства и фотографије. У недостатку ордена данас, ове владарске репрезентације су један од главних извора за познавање како је ова инсигнија изгледала.

#### Краљ Александар Обреновић
Први српски монарх портретисан са Орденом Светог кнеза Лазара је био његов први носилац — краљ Александар Обреновић. Портретисање се догодило у контексту након ступања малолетног краља на престо и намесничке власти која је ишла уз промену владара, тј. релативна стабилизација система двојне власти је омогућила зачетак конституисања лика новог владара. Залог династије Обреновића је лежао у владаревом медијском оприсуствовљењу и пријемчивости његовог лика у све ширим круговима јавности.
Дворски пропагандни систем је у медију фотографије пронашао моћног савезника, те је тако у току 1889. године више аутора фотографисало краља Александра — и то у униформи пуковника са Орденом кнеза Лазара. Један од аутора који је овековечио владара је био Лазар Лецтер, аутор допојасне краљеве фотографије, прве од ступања краља на престо. Иза Лецтеровог оригинала  су настале и две копије — прва, коју потписује Петар Аранђеловић и на којој је краљ приказан у пуној фигури, те фотографија непознатог аутора на којој се види попрсје Александра у овалу — обе у фундусу Историјског музеја Србије. Истичући важност владарске инсигније приликом првог портретисања новог владара, Игор Борозан наводи: „Краљ се пред Лецтером појавио у пуном орнату, са лентом и најдрагоценијим Орденом кнеза Лазара, који је по нацрту Михаила Валтровића изведен за потребе краљевог миропомазања 1889. године. Дакле, краљ се пред фотографом појавио са инсигнијом моћи и тако недвосмислено сугерисао да је његов долазак на престо заправо оживљавање митског доба средњовековне државе, као и да је нови краљ инкарнација светог кнеза Лазара.”
- Лазар Лецтер, „Краљ Александар Обреновић у униформи пуковника с Орденом кнеза Лазара”, 1889.[224][225][222][226], колекција Брзак.[224][222]
- Петар Аранђеловић, „Краљ Александар Обреновић” (1889), Историјски музеј Србије.[227][228][229][230]
- Непознати аутор, „Портрет краља Александра Обреновића у униформи пуковника са Орденом кнеза Лазара”, 1889. година, Историјски музеј Србије.[227][230]

Априла месеца 1893. године, краљ Александар Обреновић је извршио државни удар, збацио намеснике са власти и започео самосталну владавину, те своје самостално медијско представљање. Манифестација силе и нова политичка реалност су уобличене убрзо након државног удара. Тако на познатом плакату — „Проглас српском народу” — краљ се, на граници патетичности, обраћа првенствено народу као носиоцу суверенитета, минимизирајући репрезентативну политичку и културну јавност и претварајући је у јединствен корпус народа, да би даље, у популистички интонираној ноти делимично изнео нови политички програм, заснован на старој апсолутистичкој пракси Обреновића о јединству династије и народа, потврђеном „сјајном звездом Обреновића” као гарантом да „провиђење“ и даље чува владарски дом. Проглас је надвишен репрезентацијом младог владара којом је требало да пружи ауторитет политичком чину — слика краља Александра у војној униформи, са орденом кнеза Лазара, уоквиреног ловоровим венцем — је, како истиче Борозан, манифестовала снагу младог монарха и уверавала народ у одлучност новог режима.

У медију фотографије је израђен нови портрет владара, чијим умножавањем је требало да се учврсти владарев режим и његова медијска популарност након контроверзног политичког чина. Аутор портрета је био искусни Милан Јовановић, који је фотографисао владара, опет са лентом Ордена кнеза Лазара. Борозан, у својој критици овог Јовановићевог портрета истиче:
| „ | [...] Слика владара изгубила је психолошки оквир и постала је слика безличне, ауторитативне власти, коју визуелизује краљево одело. Униформа, као инсигнија државне моћи, постало је поље начичкано ордењем. Моћни одевни оклоп укинуо је владарево пролазно тело и постао слика династичке супремације. Да је такав епилог и био, потврђује чињеница да су фотографије са овим типским профилним владаревим ликом биле масовно умножаване. [...] | ” |

Пример патоса моћи и раскоша знамените Јовановићеве фотографије краља са Орденом кнеза Лазара је њено урамљивање скупоценим рамом, тј. употреба декоративног рама у функцији слављења репрезентације владарске моћи, што је учињено знаменитим примером из Историјског музеја Србије у Београду. Лик младог краља је популарисан и на делима „употребне” вредности, а посебно на предметима из примењене уметности у Србији, који нису били само утилитарни артефакти, него репрезентативни симболи намењени приказивању моћи моћи представљеног лика, али и власника дотичног предмета. Јовановићева фотографија владара је тако представљена и на бокалу изложеном у Завичајном музеју у Јагодини, на који је пренесена из медија фотографије, као и на медаљону складиштеном у Народном музеју у Крагујевцу. Лик владара са орденом се појављује и на утилитарним употребним предметима, као на паковању дуванског папира ваљевске фабрике овог производа „Поповић и Радовановић”, или на картама француских фабрика чоколаде „Chocolat Guérin-Boutron” и „Ph. Suchard”.
- Краљ Александар Обреновић — Проглас српском народу (1893), фундус Музеја у Смедереву.[241][242]
- Милан Јовановић, Краљ Александар Обреновић у генералској униформи (1893),Историјски музеј Србије у Београду.[243][244][245]
- Јовановићева фотографија краља Александра у скупоценом раму, Историјски музеј Србије.[246][234]
- Кригла за пиво са ликом краља Александра Обреновића, последња деценија 19. века, Завичајни музеј у Јагодини.[247]
- Медаљон са ликом краља Александра Обреновића, почетак девете деценије 19. века, Народни музеј у Крагујевцу.[248][236][249]
- Репродукција фотографије Милана Јовановића краља Александра из заоставштине краљице Наталије Обреновић.[250] Заоставштина се налазила у колекцији Бранка Стојановића, а од 2014. године се налази у Историјском музеју Србије.[251]
- Краљ Александар на папиру за дуван фабрике „Поповић и Радовановић” из Ваљева, колекција Брзак.[252]
- Карикатура излагања владарске слике краља Александра са Орденом кнеза Лазара у државним установама. На слици „Геџа”, као човек из народа, је неправедно осуђен пред касационим судом. У позадини слика владара у судници делује као да краљ подржава неморалну пресуду.[253]

Лик краља Александра са орденом је присутан и у страној илустрованој штампи, која је за време владавине овог монарха, као и за време Обреновића пре њега, наставила визуализацију владара и догађаја из њихове династичке историје.
- Карикатура краља Александра Обреновића I у француској ревији „Ле Трибуле” (Le Triboulet), од 30. априла 1893. године.[257][258] Како илустрацију описује истраживач Гордана Крстић-Фај: „Краљ у парадној униформи, у стојећем ставу, у ентеријеру, испред трона, левом руком изнад главе држи круну а испруженим кажипрстом десне руке енергично показује правац, у ком се већ крећу погнуте главе, судећи по одећи један министар и један генерал, приказани у доњем десном углу карикатуре, испред владара. Испод завесе, у позадини, вири дворска луда, посматра сцену и осмехује се”.[257]
- Х. Берсон, Х. Ричард, фотографија Еуг. Пиру, Илустрација краља Александра Обреновића из часописа „La revue parlementaire” (Парламентарне ревије), Национална библиотека Француске.[259][260] Допојасни портрет краља у полупрофилу, у парадној униформи, са раскошним крстом око врата, лентом и раскошним ланцем са крстом преко груди.[260]
- Гравира краља Александра из француске штампе, аутора H. Dochy.[261][262]
- Текст са илустрацијом краља Александра са Орденом кнеза Лазара у немачком часопису „Die Gartenlaube”, из 1893. године, који је излазио у Лајпцигу.
- Портрет краља у италијанском листу „L’illustrazione popolare” из 1893. године, који је излазио у Милану.
- Холандска политичка карикатура на којој руски цар Александар III мири краља Милана и краљицу Наталију. Десно краљ Александар I поклања букет својој мајци. 1893. година, Рајксмузеум у Амстердаму.

Почетак самосталне владавине краља Александра је обележен покушајима да се створи његов званични портрет у медију сликарства. Тако сликар Херман Васмут 1894. године слика краља у трочетвртинском ставу, искићеног орденима, што је требало да потврди његов легитимитет и статус. Како истиче Борозан у својој критици овог портрета:
| „ | Психолошки интониран портрет владара, чији се лик нежно помаља из неутралне, тамне позадине, као да је недовољно стерилан да би могао бити званични владарев портрет. Истовремено он поседује одлике владарског портрета, на шта указује аутореферентна владарева појава, која не ступа у директни контакт са посматрачем. Изоловани мајестетични владар ипак остаје контактно везан са адресатом, који њега посматра одоздо, чиме се истиче субординација савршеног објекта и подређеног реципијента. | ” |

Други покушај израде владарског портрета је начинио сликар Марко Мурат 1895. године. Како истиче Борозан и овај Муратов портрет, као ни Васмутов, нису на послетку изабрани као званични владарски портрети, изабрани за масовно умножавање и у другим медијима. Као разлог одбијања Муратовог портрета као званичног, историчар уметности наводи, као и у случају Васмутовог портрета, наглашавање гламурозног ентеријера који је на слици постао сам по себи самодовољан, фриволни субјекат — занемарујући тако суштину владарске репрезентације која је претпостављала суви владарски портрет  са акцентом на иконичности владаревог лика.
Муратов портрет краља Александра је био последњи владарски портрет за време његове владавине на којима је краљ у медију сликарства приказан са Орденом Светог кнеза Лазара.
Упоредо са Муратовим радом на портрету краља, вајар Петар Убавкић је израдио бисте владара са Орденом кнеза Лазара. Прва биста је била изложена у Грађанској касини, у којој се у то доба одвијао богат и разноврстан културни програм. Остале три бисте, изливене у бронзи, су откупљене од стране Народне скупштине, те министарстава финансија, војске и просвете, са намером да све главне установе моћи у земљи буду маркиране краљевом бистом. Два од споменута четири примерка се данас налазе у фундусу Народног музеја Србије. Бисте су урађене у стилу идеалистичког реализма, а Убавкић се потрудио да пажљиво обради све појединости на бисти — посебно Орден Светог кнеза Лазара, који је према мишљењу Ненада Симића нарочито успело урађен на читавој композицији.
- Херман Васмут, Краљ Александар Обреновић, 1894. година.
- Марко Мурат, Краљ Александар Обреновић, 1895. година.[273]
- Петар Убавкић, биста краља Александра Обреновића, 1895. година, бронза, Народни музеј у Београду. Бисту је музеју поклонила Народна скупштина 1905. године.[274][270][275][276][277]

## Носиоци ордена
Од настанка орден су носили: 
- Краљ Александар Обреновић (1889—1903)
- Краљ Петар I Карађорђевић (1903—1921)
- Принц Ђорђе Карађорђевић (као престолонаследник 1903-1909)
- Краљ Александар I Карађорђевић (као престолонаследник 1909-1921 и краљ 1921-1934)
- Краљ Петар II Карађорђевић (као престолонаследник 1923-1934, краљ 1934-1945 и претендент 1945-1970)[Note 1]

### Титуларни носиоци
- Принц престолонаследник Александар П. Карађорђевић (као престолонаследник 1963-1970 и претендент 1970-) [Note 2]
- Принц наследник Петар А. Карађорђевић (као принц наследник 1998-2022) [Note 2]
- Принц наследник Филип Карађорђевић (као принц наследник 2022-)[Note 2]

## Галерија

### Носиоци ордена
- Краљ Петар I Карађорђевић
- Престолонаследник Ђорђе Карађорђевић
- Краљ Александар I Карађорђевић
- Краљ Петар II Карађорђевић
- Спомен-биста Александру I Обреновићу у Београду

### Титулари
- Престолонаследник Александар П. Карађорђевић
- Принц Петар А. Карађорђевић
- Принц Филип Карађорђевић

### Књиге, зборници и каталози
- Ацовић, Драгомир (2006). „Инсигније — знаци владарске власти”. у Инсигније династије Карађорђевић : каталог изложбе / [аутори изложбе и каталога] Драго Његован, Славица Илин, Драгомир Ацовић ; [фотографије Милан Ђаков]. Нови Сад: Музеј града Новог Сада, (Нови Сад : Алфа-граф НС). стр. 21—60. ISBN 86-7637-020-6.  215804423
- Ацовић, Драгомир (2007). „Регалије”. у Крунисање српских владара / [аутори текстова Небојша Дамњановић, Драгомир Ацовић ; аутори изложбе Андреј Вујновић, Небојша Дамњановић, Драган Драшковић ; фотографија Срђан Вуловић, Растко Шурдић]. Београд: Историјски музеј Србије ; Краљево : Народни музеј, (Врњачка Бања : Интерклима графика). стр. 45—70. ISBN 978-86-85179-17-4.  143927308
- Ацовић, Драгомир М. (2008). Хералдика и Срби. Београд: Завод за уџбенике. ISBN 978-86-17-15093-6.  152135692  152135692
- Ацовић, Драгомир (2013). Слава и част - Одликовања међу Србима: Срби међу одликовањима. Београд: Службени гласник. ISBN 978-86-519-1750-2.  200069388
- Бараћ, Сава (1897). Владалац и народ : крунисање и миропомазање владаоца, дужности његове и народне. Београд: Штампано у штампарији краљевине Србије. Архивирано из оригинала 17. 02. 2023. г. Приступљено 17. 02. 2023.  85176839
- Београдски грбовник II = The Belgrade Armorial II : Фототипско изд. / [приређивачи Душан Мрђеновић, Александар Палавестра, Вељко Топаловић] = Facsimile ed. / [editors Dušan Mrđenović, Aleksandar Palavestra, Veljko Topalović] (на језику: српски и енглески). Београд: Музеј примењене уметности ; = Belgrade : Museum of Applied Art, (Београд : Цицеро). 2006. ISBN 86-7415-103-5.  129943820
- Богдановић, Соња (1978). „Михаило Валтровић и Драгутин Милутиновић као истраживачи српских старина”. у Излози Српског ученог друштва : истраживања српске средњовековне уметности : 1871-1884 / [изложбу је припремила Љиљана Мишковић-Прелевић ; превод на француски Матилда Станојевић ; фотографије Миодраг Ђорђевић]. Београд: Српска академија наука и уметности, (Београд : "Слободан Јовић"). стр. 5—90.  50331911
- Бој на Косову - старија и новија сазнања / редактор Раде Михаљчић. Београд: Књижевне новине, (Београд : "Слободан Јовић"). 1992.  4394508
- Бојић, Душица; Дамњановић, Небојша (2018). Крај Великог рата : 1917-1918 (PDF) (на језику: српски и енглески). Београд: Историјски музеј Србије ; = Belgrade : Historical Museum of Serbia, (Београд : Типографик плус). ISBN 978-86-82925-94-1.  270026508
- Борозан, Игор (2013в). Слика и моћ : представа владара у српској визуелној култури 19. и почетком 20. века : докторска дисертација. Београд: [И. Борозан].  45045007
- Borozan, Igor (2013a). „Kruševac kao ideološki topos i konstruisanje kosovskog mita u 19. veku”. u Muzeologija, nova muzeologija, nauka o baštini : tematski zbornik / [urednica Angelina Milosavljević]. Beograd: Centar za muzeologiju i heritologiju Filozofskog fakulteta ; Kruševac : Narodni muzej, (Kruševac : Sigraf). стр. 261—285. ISBN 978-86-88803-52-6.  527943831  203917068
- Борозан, Игор (2013б). „Две круне и портрет краља Петра I Карађорђевића”. у Зборник радова / IV међународна научна конференција Очување и заштита културно-историјског наслеђа Србије у иностранству, Београд, 18-19. октобар 2012. ; [уредници Видоје Голубовић, Петар Петковић] (PDF). Београд: Институт за међународну политику и привреду, (Београд : Институт за међународну политику и привреду). стр. 336—353. ISBN 978-86-7067-192-8.  523518103  202305292
- Борозан, Игор (2014). Споменик у храму : memoria краља Милана Обреновића у Ћурлини. Београд: Филозофски факултет, (Београд : Службени гласник). ISBN 978-86-88803-81-6.  209962252
- Борозан, Игор (2016). „Између доказа и имагинације: уобличавање традиције и уметности у служби српске монархије XIX века”. у Замишљање прошлости и рецепција средњег века у српској уметности XVIII-XXI века / уредници Лидија Мереник, Владимир Симић, Игор Борозан ; [карте Небојша Шулетић] ; Византијско наслеђе и српска уметност : I-III ; 3. Београд: Српски комитет за византологију : Службени гласник : Византолошки институт САНУ, (Београд : Службени гласник). стр. 71—85. ISBN 978-86-519-2011-3.  224965900
- Борозан, Игор (2021б). Слика и моћ : представе владара у српској визуелној култури XIX и почетком XX века. Књ. 1. Нови Сад: Галерија Матице српске : Матица српска, (Нови Сад : Сајнос). ISBN 978-86-80706-51-1.  49895945
- Борозан, Игор (2021а). Слика и моћ : представе владара у српској визуелној култури XIX и почетком XX века. Књ. 2. Нови Сад: Галерија Матице српске : Матица српска, (Нови Сад : Сајнос). ISBN 978-86-80706-52-8.  49896713
- Војводић, Михаило (1992). „Српско-турски односи и прослава петстогодишњице косовске битке”. у Бој на Косову - старија и новија сазнања / редактор Раде Михаљчић. Београд: Књижевне новине, (Београд : "Слободан Јовић"). стр. 483—505.  13846284  4394508
- Gaj-Popović, Dobrila; Subotić, Irina (1981). Medalje i plakete : Medalje i plakete iz zbirke Narodnog muzeja i dela savremenih skulptora. Beograd: Narodni muzej : Srpsko numizmatičko društvo, ([Beograd] : "Slobodan Jović").  3151879  3151879
- Grbovi, zastave, drugi državni amblemi i zvanični znaci Kraljevine Jugoslavije ; Les armoiries, drapeaux et autres emblèmes d'etat, poinçons officiels de contrôle et de garantie du Royaume de Yougoslavie (PDF). Beograd: Ministarstvo trgovine i industrije — Uprava za zaštitu industrijske svojine. 1936.  1024031914
- Grbovi Jugoslavije / [priredio Emilij Laszowski] (PDF). Zagreb: Kava Hag D.D. 1932. Архивирано из оригинала (PDF) 21. 3. 2017. г. Приступљено 21. 3. 2017.  116506375
- Gritzner, Maximilian (1893). Handbuch der Ritter- und Verdienstorden aller Kulturstaaten der Welt. Leipzig. ISBN 978-3-8262-0705-1.
- Грујић, Вера Б. (2017). Збирка југословенске скулптуре Народног музеја у Београду. Београд: Народни музеј, (Београд : Публикум). ISBN 978-86-7269-164-1.  252865548  252865548
- Грујић, Радослав (1925). „Грбови” (PDF). у Народна енциклопедија српско-хрватско-словеначка. Књ. 1, А-З / Ст. Станојевић (PDF). Загреб: Библиографски завод, (Загреб : Заклада Тискаре Народних новина). стр. 513—517.  50676487
- Дамњановић, Небојша; Ацовић, Драгомир; Вујновић, Андреј; Драшковић, Драган (2007). Крунисање српских владара. Београд: Историјски музеј Србије ; Краљево : Народни музеј, (Врњачка Бања : Интерклима графика). ISBN 978-86-85179-17-4.  143927308
- Жефаровић, Христофор (1741). Стематографїа... [или] Изõбраженїе орúжїі Иллйрíческих° (на језику: црквенословенски). В' Вѣннѣ : Ţõма Мессмер° Сечец°.  96633863
- Закони и уредбе о орденима и медаљама : са свима изменама и допунама од 1883-1935. г. / прикупио и средио Драгољуб В. Јеремић. Београд: Канцеларија краљевских ордена, (Београд : "Ђура Јакшић"). 1935.  87903495
- Замишљање прошлости и рецепција средњег века у српској уметности XVIII-XXI века / уредници Лидија Мереник, Владимир Симић, Игор Борозан ; [карте Небојша Шулетић] ; Византијско наслеђе и српска уметност : I-III ; 3. Београд: Српски комитет за византологију : Службени гласник : Византолошки институт САНУ, (Београд : Службени гласник). 2016. ISBN 978-86-519-2011-3.  224965900
- Зборник радова / IV међународна научна конференција Очување и заштита културно-историјског наслеђа Србије у иностранству, Београд, 18-19. октобар 2012. ; [уредници Видоје Голубовић, Петар Петковић] (PDF). Београд: Институт за међународну политику и привреду, (Београд : Институт за међународну политику и привреду). 2013. ISBN 978-86-7067-192-8.  202305292
- Излози Српског ученог друштва : истраживања српске средњовековне уметности : 1871-1884. Београд: Српска академија наука и уметности, (Београд : "Слободан Јовић"). 1978.  50331911
- Илин, Славица (2006). „Значење инсигнија”. у Инсигније династије Карађорђевић : каталог изложбе / [аутори изложбе и каталога] Драго Његован, Славица Илин, Драгомир Ацовић ; [фотографије Милан Ђаков]. Нови Сад: Музеј града Новог Сада, (Нови Сад : Алфа-граф НС). стр. 61—124. ISBN 86-7637-020-6.  215804423
- Јанковић, Зорица (2015). Наталија Обреновић у фонду Бранка Стојановића : каталог изложбе = Nathalie Obrenović within the fund collected by Branko Stojanović : catalogue of the exhibition / [ауторка Зорица Јанковић ; превод на енглески језик Марија Лазовић] (PDF) (на језику: српски и енглески). Београд: Историјски музеј Србије = Historical Museum of Serbia, (Београд : Типографик плус). ISBN 978-86-82925-70-5.  215120396
- Јовановић Чешка, Тијана (2018). Ђорђе Ј. Чарапић - Георг J. Фусек : живот и дело : 1876-1941. Београд: Историјски музеј Србије, (Београд : Типографик плус). ISBN 978-86-82925-95-8.  272312588
- Кадијевић, Александар (1997). Један век тражења националног стила у српској архитектури : (средина XIX - средина XX века). Београд: Грађевинска књига, (Бор : Бакар). ISBN 86-395-0339-7.  128605959
- Карађорђевић, Ђорђе (1988). Истина о моме животу. Београд: И. Марковић-Сонтић : В. Васић : П. Дрвеница, (Београд : "Слободан Јовић").  44445703
- Лазаревић, Петар (1928). „Орден кнеза Лазара” (PDF). у Народна енциклопедија српско-хрватско-словеначка. Књ. 3, Н-Р / Ст. [Станоје] Станојевић (PDF). Загреб: Библиографски завод, (Загреб : Заклада тискаре Народних новина). стр. 212.  48376839
- Ljubić, Šime (1875). Opis jugoslavenskih novaca : sa 20 u mjedu urezanih tabla i dvi slike na drvorezu. U Zagrebu: Artističko-tipografički zavod Dragutina Albrechta.  37649927
- Макуљевић, Ненад (2006). Уметност и национална идеја у XIX веку : систем европске и српске визуелне културе у служби нације. Београд: Завод за уџбенике и наставна средства, (Нови Сад : Будућност). ISBN 86-17-13563-8.  132448524
- Макуљевић, Ненад (2007). Црквена уметност у Краљевини Србији : (1882-1914) (PDF). Београд: Филозофски факултет, Катедра за историју уметности новог века, (Београд : Colografx). ISBN 978-86-86563-44-6.  145539340
- Маричић, Душанка (2019). Дипломе и повеље XIX и XX века : из збирке Војног музеја. Београд: Медија центар Одбрана, (Београд : Војна штампарија). ISBN 978-86-335-0670-0.  277796876
- Марјановић-Душанић, Смиља (1994). Владарске инсигније и државна симболика у Србији од XIII до XV века. Београд: САНУ ; [Нови Сад] : Добра вест, (Ветерник : Добра вест). ISBN 86-7025-183-3.  224007
- Марковић, Анита (2022). Први српски устанак у уметности и визуелној култури Кнежевине/Краљевине Србије (1842-1918) : докторска дисертација. Београд: [А. В. Марковић].  68946953
- Медаковић, Дејан (1990). Косовски бој у ликовним уметностима. Београд: Српска књижевна задруга ; Нови Сад : Матица српска ; Приштина : Јединство, (Београд : Београдски издавачко-графички завод). ISBN 86-379-0198-0.  943628
- Muzeologija, nova muzeologija, nauka o baštini : tematski zbornik / [urednica Angelina Milosavljević]. Beograd: Centar za muzeologiju i heritologiju Filozofskog fakulteta ; Kruševac : Narodni muzej, (Kruševac : Sigraf). 2013. ISBN 978-86-88803-52-6.  203917068
- Народна енциклопедија српско-хрватско-словеначка. Књ. 1, А-З / Ст. Станојевић (PDF). Загреб: Библиографски завод, (Загреб : Заклада Тискаре Народних новина). 1925.  50676487
- Народна енциклопедија српско-хрватско-словеначка. Књ. 3, Н-Р / Ст. [Станоје] Станојевић (PDF). Загреб: Библиографски завод, (Загреб : Заклада тискаре Народних новина). 1928.  48376839
- Николић, Десанка (1971). Наша одликовања до 1941 : из колекције Војног музеја у Београду. Београд: Војни музеј, (Београд : Просвета).  108440839
- Његован, Драго; Илин, Славица; Ацовић, Драгомир (2006). Инсигније династије Карађорђевић : каталог изложбе. Нови Сад: Музеј града Новог Сада, (Нови Сад : Алфа-граф НС). ISBN 86-7637-020-6.  215804423
- Обрадовић, Мирјана (2015). Одликовања из легата историјског архива Београда : каталог изложбе / [аутор изложбе Мирјана Обрадовић ; фотографије одликовања Драган Танасијевић, Зорица Нетај] (PDF). Београд: Историјски архив, (Београд : Zlamen). ISBN 978-86-80481-35-7.  217623564
- Пајевић, Арса (1889). Са петстогодишње славе видовданске у Крушевцу и миропомазања краља Александра у Жичи : мала споменица : (са више слика). У Новоме Саду: А. Пајевић.  6558983
- Пајевић, Арса (2019). Привиђење пред духовним очима : мала споменица са петстогодишње славе Видовданске у Крушевцу и миропомазања краља Александра у Жичи : путописи. Зрењанин: Нови Сад : Агора ; Крушевац : Народна библиотека Крушевац, (Нови Сад : Сајнос). ISBN 978-86-6053-258-1.  329519623
- Палавестра, Александар (2010). Илирски грбовници и други хералдички радови. Београд: Завод за уџбенике : Досије студио, (Београд : Досије студио). ISBN 978-86-17-17266-2.  178966796
- Пилетић, Милана (1987). Одликовања југословенских народа XIX и прве половине XX века (до 1941) из збирке Војног музеја у Београду. Београд: Војни музеј, (Београд : БИГЗ).  61075724
- Prister, Boris (1984). Odlikovanja, Katalog muzejskih zbirki XXI. Zagreb: Povijesni muzej Hrvatske.  2397536
- Prister, Boris (2000). Odlikovanja iz zbirke dr. Veljka Malinara: Odlikovanja Crne Gore, Srbije, Kraljevine SHS (Kraljevine Jugoslavije) i Socijalističke Jugoslavije. Dio 3. Zagreb: Hrvatski povijesni muzej. ISBN 9536046202.
- Радмановић, Штефица (2009). Фотографије династије Обреновић : каталог збирке Историјског музеја Србије. Београд: Историјски музеј Србије, (Београд : Типографик плус). ISBN 978-86-82925-41-5.  172265228
- Радојчић, Светозар (1996). Портрети српских владара у средњем веку. Београд: Републички завод за заштиту споменика културе, (Нови Сад : Форум). ISBN 86-80879-07-X.  112675847
- Ritter Vitezović, Pavao (1701). Stemmatographia sive Armorum Illyricorum delineatio, descriptio et restitutio. [Viennae?] : [s. n.]
- Самарџић, Драгана (1983). Војне заставе Срба до 1918. Београд: Војни музеј, (Београд : Београдски издавачко-графички завод).  39980807
- Свезнање : општи енциклопедиски лексикон : у две књиге. Књ. 2 / под уредништвом П. М. Петровића. Београд: Народно дело, (Загреб : Типографија). 1937.  1544823786
- Симић, Ненад (1989). Петар Убавкић : (1850-1910) : живот и рад првог скулптора обновљене Србије. Београд: Библиотека града, (Бор : Бакар). ISBN 86-7191-007-5.  263436
- Соловјев, Александар (2000). Историја српског грба и други хералдички радови / Александар Соловјев ; приредио [и коментаре написао] Александар Палавестра ; [превод Марина Адамовић-Куленовић]. Београд: Правни факултет Универзитета : Досије : БМГ, ([Београд] : БМГ). ISBN 86-80763-90-X.  166454791
- Спасић, Душан; Палавестра, Александар; Мрђеновић, Душан (1991). Родословне таблице и грбови српских династија и властеле. Београд: Бата, (Панчево : 6. октобар). ISBN 86-7685-007-0.  26718215
- Стевановић, Милева (2005). Краљевске инсигније династије Карађорђевић. Топола: Задужбина Краља Петра I, (Нови Сад : Стојков). ISBN 86-80647-14-4.  205014023
- Столица, Радомир (2002). „Предговор”. у Одликовања Републике Српске / [Богдан Суботић]. Бања Лука: Служба Предсједника Републике Српске. стр. 7—13. ISBN 99938-692-0-1.  190290183  190290183
- Суботић, Богдан (2002). Одликовања Републике Српске. Бања Лука: Служба Предсједника Републике Српске, (Бања Лука : Графид). ISBN 99938-692-0-1.  190290183  190290183
- Car, Pavel; Muhić, Tomislav (2009). Odlikovanja Srbije i Jugoslavije : od 1859. do 1941. Wien: Militaria. ISBN 978-3-902526-28-1.  430956
- Шематизам одликованих лица нашим и страним орденима у Краљевини Србији : од 1895 до краја 1899. год. Књ. 2. Београд: Канцеларија Краљевских ордена, (Београд : Државна штампарија Краљевине Србије). 1900.  190000140

#### Едиција „Обреновићи”
- Бојковић, Слађана (2013). „Заоставштина Обреновића у Историјском музеју Србије”. у Обреновићи у музејским и другим збиркама Србије. 1 / [уредници Александар Марушић, Ана Боловић] (PDF). Горњи Милановац: Музеј рудничко-таковског краја, (Земун : Biro Graf). стр. 11—187. ISBN 978-86-82877-53-0.  205803788  203171596
- Бојовић, Радивоје (2014). „Владарски дом Обреновића у збиркама Народног музеја у Чачку”. у Обреновићи у музејским и другим збиркама Србије. 2 / [уредници Александар Марушић, Ана Боловић] (PDF). Горњи Милановац: Музеј рудничко-таковског краја, (Београд : Cicero). стр. 207—249. ISBN 978-86-82877-56-1.  212125964  15991561
- Грујић, Вера Б. (2015). „Вајани портрети чланова породице Обреновић из збирке Народног музеја у Београду”. у Обреновићи у музејским и другим збиркама Србије и Европе. 3 / [уредници Александар Марушић, Ана Боловић] (PDF). Горњи Милановац: Музеј рудничко-таковског краја, (Београд : Службени гласник). стр. 129—140. ISBN 978-86-82877-65-3.  220541708
- Даутовић, Вук (2017). „Династичка ктиторија и лична побожност Обреновића: даривање цркава богослужбеним предметима и утварима”. у Обреновићи у музејским и другим збиркама Србије и Европе. 4 / [уредници Александар Марушић, Ана Боловић] (PDF). Горњи Милановац: Музеј рудничко-таковског краја, (Горњи Милановац : Lenex). стр. 143—196. ISBN 978-86-82877-68-4.  528588183  230622220
- д’Епере-Вујић, Сиголен Франш (2015). „Династија Обреновић у колекцији Сиголен Франш д’Епере-Вујић”. у Обреновићи у музејским и другим збиркама Србије и Европе. 3 / [уредници Александар Марушић, Ана Боловић] (PDF). Горњи Милановац: Музеј рудничко-таковског краја, (Београд : Службени гласник). стр. 301—367. ISBN 978-86-82877-65-3.  220541708
- Драшковић, Мирјана; Савић (2013). „Обреновићи у Историјској збирци Народног музеја Краљево”. у Обреновићи у музејским и другим збиркама Србије. 1 / [уредници Александар Марушић, Ана Боловић] (PDF). Горњи Милановац: Музеј рудничко-таковског краја, (Земун : Biro Graf). стр. 285—310. ISBN 978-86-82877-53-0.  205803788  203171596
- Крстић-Фај, Гордана (2015). „Обреновићи у јавним збиркама Француске”. у Обреновићи у музејским и другим збиркама Србије и Европе. 3 / [уредници Александар Марушић, Ана Боловић] (PDF). Горњи Милановац: Музеј рудничко-таковског краја, (Београд : Службени гласник). стр. 271—299. ISBN 978-86-82877-65-3.  220541708
- Макарић, Мара (2017). „Репрезентативни портрети владара династије Обреновић из Збирке историје уметности Народног музеја у Нишу”. у Обреновићи у музејским и другим збиркама Србије и Европе. 4 / [уредници Александар Марушић, Ана Боловић] (PDF). Горњи Милановац: Музеј рудничко-таковског краја, (Горњи Милановац : Lenex). стр. 133—142. ISBN 978-86-82877-68-4.  230622220
- Маричић, Душанка (2014). „Династија Обреновић у збиркама Војног Музеја”. у Обреновићи у музејским и другим збиркама Србије. 2 / [уредници Александар Марушић, Ана Боловић] (PDF). Горњи Милановац: Музеј рудничко-таковског краја, (Београд : Cicero). стр. 9—26. ISBN 978-86-82877-56-1.  212125964  15991561
- Марушић, Александар; Боловић, Ана [ур.] (2013). Обреновићи у музејским и другим збиркама Србије. 1 (PDF). Горњи Милановац: Музеј рудничко-таковског краја, (Земун : Biro Graf). ISBN 978-86-82877-53-0.  205803788  203171596
- Марушић, Александар; Боловић, Ана [ур.] (2014). Обреновићи у музејским и другим збиркама Србије. 2 (PDF). Горњи Милановац: Музеј рудничко-таковског краја, (Београд : Cicero). ISBN 978-86-82877-56-1.  212125964  15991561
- Марушић, Александар; Боловић, Ана [ур.] (2015). Обреновићи у музејским и другим збиркама Србије и Европе. 3 (PDF). Горњи Милановац: Музеј рудничко-таковског краја, (Београд : Службени гласник). ISBN 978-86-82877-65-3.  220541708
- Марушић, Александар; Боловић, Ана [ур.] (2017). Обреновићи у музејским и другим збиркама Србије и Европе. 4 (PDF). Горњи Милановац: Музеј рудничко-таковског краја, (Горњи Милановац : Lenex). ISBN 978-86-82877-68-4.  230622220
- Марушић, Александар; Ранковић, Ана [ур.] (2020). Обреновићи у музејским и другим збиркама Србије и Европе. 6 (PDF). Горњи Милановац: Музеј рудничко-таковског краја, (Горњи Милановац : Codex print). ISBN 978-86-82877-85-1.  283433740
- Миловановић, Сузана (2013). „Збирка фотографија чланова династије Обреновић у фонду Музеја Војводине”. у Обреновићи у музејским и другим збиркама Србије. 1 / [уредници Александар Марушић, Ана Боловић] (PDF). Горњи Милановац: Музеј рудничко-таковског краја, (Земун : Biro Graf). стр. 311—321. ISBN 978-86-82877-53-0.  205803788  203171596
- Милосављевић, Горан; Карамијалковић, Ненад; Степановић, Славко (2015). „Обреновићи у збиркама Историјског архива Шумадије у Крагујевцу”. у Обреновићи у музејским и другим збиркама Србије и Европе. 3 / [уредници Александар Марушић, Ана Боловић] (PDF). Горњи Милановац: Музеј рудничко-таковског краја, (Београд : Службени гласник). стр. 75—106. ISBN 978-86-82877-65-3.  220541708
- Плавшић, Никола; Стаменковић, Весна; Милошевић, Слађана (2015). „Обреновићи у збиркама Музеја Крајине у Неготину”. у Обреновићи у музејским и другим збиркама Србије и Европе. 3 / [уредници Александар Марушић, Ана Боловић] (PDF). Горњи Милановац: Музеј рудничко-таковског краја, (Београд : Службени гласник). стр. 219—251. ISBN 978-86-82877-65-3.  220541708
- Ранковић, Ана; Црвенковић, Биљана; Марушић, Александар; Брзак, Стојан (2020). „Династија Обреновић у колекцији Брзак”. у Обреновићи у музејским и другим збиркама Србије и Европе. 6 / [уредници Александар Марушић, Ана Ранковић] (PDF). Горњи Милановац: Музеј рудничко-таковског краја, (Горњи Милановац : Codex print). стр. 307—368. ISBN 978-86-82877-85-1.  283433740
- Топаловић, Бојана; Бановић, Мирослав (2014). „Заоставштина Обреновића у Народном музеју Крагујевац”. у Обреновићи у музејским и другим збиркама Србије. 2 / [уредници Александар Марушић, Ана Боловић] (PDF). Горњи Милановац: Музеј рудничко-таковског краја, (Београд : Cicero). стр. 47—132. ISBN 978-86-82877-56-1.  212125964  15991561
- Трајков, Јасмина; Грбовић, Душко (2013). „Династија Обреновић у збиркама Завичајног музеја у Јагодини”. у Обреновићи у музејским и другим збиркама Србије. 1 / [уредници Александар Марушић, Ана Боловић] (PDF). Горњи Милановац: Музеј рудничко-таковског краја, (Земун : Biro Graf). стр. 267—284. ISBN 978-86-82877-53-0.  205803788  203171596

### Часописи
- Acović, Dragomir (1977). „The Royal Order of Prince Lazar”. Medal Collector (на језику: енглески). Orders and Medals Society of America. 28 (7): 7—13. ISSN 0025-6633.
- Acović, Dragomir (1979). „The Royal Order of Prince Lazar : addendum”. Medal Collector (на језику: енглески). Orders and Medals Society of America. 30 (1): 24—25. ISSN 0025-6633.
- Богдановић, Соња (1977). „Михаило Валтровић (1839—1915)”. Свеске. Београд: Друштво историчара уметности СР Србије, (Београд : "Радиша Тимотић"). I (1): 3—6. ISSN 0350-3348.  7779330
- Богдановић, Соња (1977а). „Драгутин С. Милутиновић (1840—1900)”. Свеске. Београд: Друштво историчара уметности СР Србије, (Београд : "Радиша Тимотић"). I (2): 5—8. ISSN 0350-3348.  7779330
- Борозан, Игор (2019). „Династија Обреновић и Косовски завет у вербалној и визуелној култури друге половине 19. века”. Косовско-метохијски зборник. Београд: Српска академија наука и уметности. 8: 139—155. ISSN 0354-284X.  38979337
- Dragojević, Andreja (2010). „Konzervatorsko-restauratorski radovi na rodoslovlju obitelji Ohmučević”. Portal : godišnjak Hrvatskoga restauratorskog zavoda. Zagreb: Hrvatski restauratorski zavod (1): 109—116. ISSN 1848-6681.
- Дурковић-Јакшић, Љубомир (1989). „Прослава петстогодишњице косовске битке у Краљеву и у Жичи”. Наша прошлост : Зборник радова Народног музеја и Историјског архива. Краљево: Народни музеј и Историјски архив, Краљево (4): 19—26. ISSN 0550-4317.  7212546  7210498
- Knežević, Kosta Đ. (2004). „Đorđe J. Čarapić, sekretar Kancelarije kraljevskih ordena, 1908—1935”. Orden : faleristički časopis Srpskog numizmatičkog društva Beograd. Beograd: [Srpsko numizmatičko društvo], (Beograd : Pangraf) (4): 37—40.  112253196
- Mandić, Ranko; Gerić, Lazar (2003). „Rusko-srpska faleristika II” (PDF). Dinar : numizmatički časopis. Beograd: Srpsko numizmatičko društvo (20): 45—47. ISSN 1450-5185.  66160140  66160140
- Марјановић-Душанић, Смиља (1991). „Немањин напрсни крст : из наше старе инсигнологије”. Зборник Филозофског факултета. Серија Б, Друштвене науке = Recueil de travaux de la Faculte de philosophie. Série B, Les Sciences sociales et humaines. Београд: Филозофски факултет (17): 203—215. ISSN 0352-5597.  527840407  5923084  16485378
- Milikić, Ratomir (2017). „Dodele odlikovanja Kraljevine Jugoslavije u emigraciji 1941-1945.” (PDF). Istorija 20. veka : časopis Instituta za savremenu istoriju. Beograd: Institut za savremenu istoriju. XXXV (2): 85—99. ISSN 0352-3160.  240444428  11831554
- Мишковић-Прелевић, Љиљана (1980/1981). „Валтровићеви нацрти за крунидбене предмете Петра I Карађорђевића”. Зборник / Музеј примењене уметности. Београд: Музеј примењене уметности (24—25): 119—126. ISSN 0522-8328.  16567042
- „НАШИ ЈУБИЛАРИ : Јован Живановић : Отац рационалнога пчеларства у Срба и Хрвата”. Орао : велики илустровани календар : за годину : 1902. Ср. Карловци: Издање Српске манастирске штампарије, Ср. Карловци. 28: 131—134. 1889. ISSN 1451-4567.  47055367  111883276
- Пајевић, А. (1889). „НАРОДНЕ СВЕТКОВИНЕ : I. Прослава 500 годишњице косовске о' Видову дну 1889. у Крушевцу”. Орао : велики илустровани календар : за годину : 1890. У Новом Саду: Издање и штампа А. Пајевића: 19—28. ISSN 1451-4567.  47055367
- Пајевић, А. (1889). „2. Миропомазање краља Александра у манастиру Жичи.”. Орао : велики илустровани календар : за годину : 1890. У Новом Саду: Издање и штампа А. Пајевића: 29—44. ISSN 1451-4567.  47055367
- Пантелић, Драгана (2020). „Два коњаничка владарска портрета и седам олеографија Ђорђа Чарапића из Графичке збирке Посебних фондова Народне библиотеке Србије” (PDF). Гласник Народне библиотеке Србије. Београд: Народна библиотека Србије. 19 (22): 161—183. ISSN 1450-8915.  21443081  159850503
- Пејин, Јован (1990). „Обележавање петстогодишњице Косовске битке 1889”. Архивски преглед : Орган Савеза друштава архивских радника и Заједнице архива СР Србије. Београд: Друштво архивских радника и Заједница архива СР Србије (1—2): 42—61. ISSN 0004-1297.  14791170  6320898
- Поповић, Бојана (2005). „Библиографија Зборника Музеја примењене уметности (1955-1987)”. Зборник / Музеј примењене уметности. Београд: Музеј примењене уметности (1): 155—195. ISSN 0522-8328.  130834956  16567042
- „Преглед општег и међусобног ранга краљевских ордена, медаља и споменица : табела од 1. јануара 1931. године”. Архив : часопис Архива Југославије. Београд: Архив Југославије, (Београд : Јанус). 3 (3): 153—155. 2002. ISSN 1450-9733. Архивирано из оригинала 20. 08. 2022. г. Приступљено 14. 11. 2021.  1024587149  167385863
- Прерадовић, Дубравка М. (2014). „Иконографски предлошци за представу Жиче на Видовданској споменици и спомен медаљи миропомазања Александра Обреновића” (PDF). Нумизматичар. Београд: Народни музеј : Српско нумизматичко друштво (32): 177—191. ISSN 0350-9397.  212016140  15954690
- Ранковић, Живојин (1939). „Југословенска одликовања”. Београдске општинске новине : часопис за комунално-социјални, привредни и културни живот Београда. Београд: [Општина Београдска]. LVII (6—7 : Јуни — Јули 1939 године): 329—338. ISSN 2334-7740.  22061324
- „Са Париске Изложбе : Павиљон Краљевине Србије”. Нова Искра : илустровани лист. Београд: Р. Ј. Одавић, (Београд : "Милош Велики" Штампарија Бојовића и Мићића). II (2): 141. 1900.  87045639
- Станојевић, Љиљана (1998). „Синопсис изложбе: Династија Обреновића - из заоставштине” (PDF). Зборник Историјског музеја Србије. Београд: Историјски музеј Србије, (Београд : Pangraf) (29—30 (1995—96)): 299—384. ISSN 0354-3153.  131607815
- Стевовић, Љубомир (2002). „Српски грб и химна у XX веку? (1)” (PDF). Драма : часопис за позоришну уметност, драму, културу, науку. Београд: Удружење драмских писаца Србије, (Београд : Србоштампа) (1). ISSN 1451-3609.  109893644
- Stevović, Ljubomir S. (2003). „Stogodišnjica Medalje za uspomenu na izbor Petra I za kralja Srbije” (PDF). Dinar : numizmatički časopis. Beograd: Srpsko numizmatičko društvo (20): 41—42. ISSN 1450-5185.  66160140  66160140
- Stevović, Ljubomir (2007). „Medalja knjaginje Natalije”. Orden : faleristički časopis Srpskog numizmatičkog društva Beograd. Beograd: [Srpsko numizmatičko društvo], (Beograd : Pangraf) (7): 15—23.  112253196
- Столица, Радомир (1985). „Бечки медаљери и њихове радионице у реализацији идејних нацрта за српска и црногорска одликовања XIX и почетка XX века”. Свеске. Београд: Друштво историчара уметности СР Србије, (Београд : "Радиша Тимотић"). VIII (16): 32—38. ISSN 0350-3348.  36025100  7779330
- Тимотијевић, Мирослав (2002). „О произвођењу једног националног празника: спомен дан палима у борби за отаџбину” (PDF). Годишњак за друштвену историју. Београд: Удружење за друштвену историју. IX (1—3): 69—77. ISSN 0354-5318.  113803020  102349831
- Тимотијевић, Мирослав (2008). „Јубилеј као колективна репрезентација: Прослава 50-годишњице Таковског устанка у Топчидеру 1865. године” (PDF). Наслеђе. Београд: Завод за заштиту споменика културе града Београда (IX): 9—49. ISSN 1450-605X.  170930700  162095623
- Тодоровић, Нада (1989). „Спомен медаље са мотивима Видовданског култа — Косовске споменице”. Нумизматичар. Београд: Народни музеј : Српско нумизматичко друштво. XII (12): 69—74. ISSN 0350-9397.  9399564  15954690
- „Хиландарска застава”. Бранково коло : за забаву, поуку и књижевност. Сремски Карловци: Паја Марковић Адамов, (Сремски Карловци : Српска манастирска штампарија) (6): 191—192. 1900. ISSN 1450-5754.  52826887
- „Хиландарска застава : Дар његова величанства Краља Александра I српској царској лаври у Хиландару”. Нова Искра : илустровани лист. Београд: Р. Ј. Одавић, (Београд : "Милош Велики" Штампарија Бојовића и Мићића). II (2): 35—38. 1900.  87045639

### Новине
- „ALEXANDRE DE SERBIE”. Le Triboulet. Paris: [s.n.] 30. 8. 1893. стр. 13. ISSN 2612-9485. Приступљено 15. 02. 2024.
- „„Геџа” у општој седници касационог суда”. Геџа : лист за шалу и сатиру. II (38). Београд: [Наум Димитријевић - Сколомерија], (Београд : Парна радикална штампарија). 31. 10. 1893. стр. 1. ISSN 3009-2191. Приступљено 06. 02. 2023.  28430348
- „Службени део”. Српске новине. LVI (79). У Београду: Краљевско српска државна штампарија. У недељу 9. априла 1889. стр. 359. ISSN 2683-5045. Архивирано из оригинала 06. 02. 2023. г. Приступљено 06. 02. 2023. Проверите вредност парамет(а)ра за датум: |date= (помоћ)  49119239
- „Неслужбени део”. Српске новине. LVI (171). У Београду: Краљевско српска државна штампарија. У петак 4. августа 1889. стр. 801—802. ISSN 2683-5045. Архивирано из оригинала 06. 02. 2023. г. Приступљено 06. 02. 2023. Проверите вредност парамет(а)ра за датум: |date= (помоћ)  49119239

## Даље читање
- Ацовић, Драгомир (2019). Шест векова одликовања међу Србима. Београд: Политика, (Београд : Политика). ISBN 978-86-7607-149-4.  279618316
- Кадијевић, Александар (2007). Један век тражења националног стила у српској архитектури : (средина XIX - средина XX века). Београд: Грађевинска књига, (Нови Сад : АМБ графика). ISBN 978-86-395-0497-7.  134572812
- Кос Вујовић, Ана [прир.] (2015). Михаило Валтровић : 1839-1915 : у фондовима и збиркама Архива Србије. Београд: Архив Србије, (Београд : Ретро принт). ISBN 978-86-81511-79-4.  219651340
- Косовска битка 1389. године и њене последице : међународни симпозијум, Химелстир 1989 / одговорни уредник Никола Тасић ; уредник Веселин Ђуретић. Београд: Српска академија наука и уметности, (Београд : БИГЗ). 1991.  2022412  1536888553
- Краљачић, Томислав (1991). „Петстогодишњица Косовске битке у Босни и Херцеговини”. у Косовска битка 1389. године и њене последице : међународни симпозијум, Химелстир 1989 / одговорни уредник Никола Тасић ; уредник Веселин Ђуретић. Београд: Српска академија наука и уметности, (Београд : БИГЗ). стр. 133—139.  27169538  2022412
- Медаковић, Дејан (1975). „Култ кнеза Лазара у српском бароку”. у О кнезу Лазару : научни скуп у Крушевцу, 1971. / [уредници Иван Божић, Војислав Ј. Ђурић]. Београд: Филозофски факултет, Одељење за историју уметности ; Крушевац : Народни музеј Крушевац, (Београд : Научно дело). стр. 321—336.  93517063  162777351
- О кнезу Лазару : научни скуп у Крушевцу, 1971. / [уредници Иван Божић, Војислав Ј. Ђурић]. Београд: Филозофски факултет, Одељење за историју уметности ; Крушевац : Народни музеј Крушевац, (Београд : Научно дело). 1975.  162777351
- Пејин, Јован (1991). „Обележавање петстогодишњице Косовског боја у Угарској и ширење косовске легенде”. у Косовска битка 1389. године и њене последице : међународни симпозијум, Химелстир 1989 / одговорни уредник Никола Тасић ; уредник Веселин Ђуретић. Београд: Српска академија наука и уметности, (Београд : БИГЗ). стр. 141—165.  27169794  2022412
- Пековић, Ратко (1988). Косовска битка : мит, легенда и стварност / [избор текстова Ратко Пековић ; фотографије Василије Латинкић]. Београд: Литера, (Београд : Космос).  186742279
- Romanoff, Dimitri (1996). The Orders, Medals and History of the Kingdoms of Serbia and Yugoslavia (на језику: енглески). Balkan Heritage. ISBN 8798126733.
- Srpska arhitektura : 1900-1970 : Muzej savremene umetnosti, Beograd, mart - april 1972. Beograd: Muzej savremene umetnosti, (Beograd : Novi dani). 1972.  101162759
- Car, Pavel; Muhić, Tomislav (2008). Katalog odlikovanja i znakovlja Srbije i Jugoslavije 1858.-1941. = Preiskatalog für Serbische und Jugoslawische Orden, Medaillen und Abzeichen 1858-1941 = Decorations and badges of Serbia and Yugoslavia 1858-1941 : price guide 2008. Ljubljana: Signum Laudis, (Ljubljana : Arruba). ISBN 978-961-92497-0-3.  241127680